# Un jour sans fin
Vous lisez un « article de qualité » labellisé en 2022.
Pour les articles homonymes, voir Groundhog Day.
Pour plus de détails, voir Fiche technique et Distribution.
Un jour sans fin (Groundhog Day), ou Le Jour de la marmotte au Québec, est une comédie romantique et fantastique américaine réalisée par Harold Ramis, écrite par Danny Rubin, et sortie en 1993.
Bill Murray y interprète Phil Connors, un présentateur météo cynique et misanthrope chargé de couvrir le traditionnel jour de la marmotte à Punxsutawney, petite ville de Pennsylvanie, qui se retrouve bloqué dans une boucle temporelle le forçant à revivre indéfiniment cette journée du 2 février. Andie MacDowell et Chris Elliott l'accompagnent dans les rôles des autres personnages principaux.
Danny Rubin imagine l'intrigue du film au début des années 1990 et écrit un script spéculatif. Le scénario attire finalement l'attention d'Harold Ramis qui le retravaille avec Danny Rubin pour le rendre moins sombre et plus acceptable aux yeux du grand public, en y incorporant une grande part de comédie. Par la suite, de nombreux désaccords sur la teneur du script apparaissent entre Bill Murray et Harold Ramis, qui ont déjà travaillé ensemble, notamment sur SOS Fantômes sorti en 1984. Murray désire en effet se concentrer sur les éléments philosophiques alors que Ramis préfère développer les aspects humoristiques. Le tournage a lieu de mars à juin 1992, non pas à Punxsutawney mais presque entièrement à Woodstock en Illinois, et rencontre de nombreuses difficultés, notamment à cause de la météo très froide et du différend entre Murray et Ramis.
Avec un budget compris entre 15 millions et 30 millions de dollars, le film est un succès au box-office et rapporte 105 millions, ce qui en fait l'un des plus gros succès de l'année 1993. L'accueil critique est généralement favorable, la presse spécialisée louant son équilibre réussi entre moments sentimentaux et d'autres plus cyniques, ainsi que son message philosophique sous-jacent à la comédie. Il est nommé à de nombreuses récompenses et remporte le BAFTA du meilleur scénario original. Malgré ce succès, le film marque la fin de la longue collaboration entre Ramis et Murray. Après le tournage, ils ne se reparlent que peu de temps avant la mort d'Harold Ramis, en 2014. Le film est un tournant dans la carrière de Bill Murray : auparavant considéré comme un acteur ne donnant que dans le comique, il est ensuite amené à élargir sa palette d'interprétation à d'autres registres.
Dans les années qui suivent sa sortie, le film gagne en estime et est souvent considéré comme l'un des plus grands films des années 1990 et l'une des meilleures comédies de tous les temps. Il a également un impact significatif sur la culture populaire, le terme « Groundhog Day » intégrant notamment le lexique anglophone pour définir une situation monotone, désagréable et répétitive. Le film est également analysé comme une allégorie religieuse par les bouddhistes, les chrétiens et les juifs. Un jour sans fin est également considéré comme une comédie mettant en exergue des éléments fantastiques. En 2006, la bibliothèque du Congrès des États-Unis sélectionne le film pour être conservé dans le National Film Registry. En 2016, Un jour sans fin est adapté en comédie musicale, et en 2019, une suite sort en jeu vidéo : Groundhog Day: Like Father Like Son.

## Synopsis

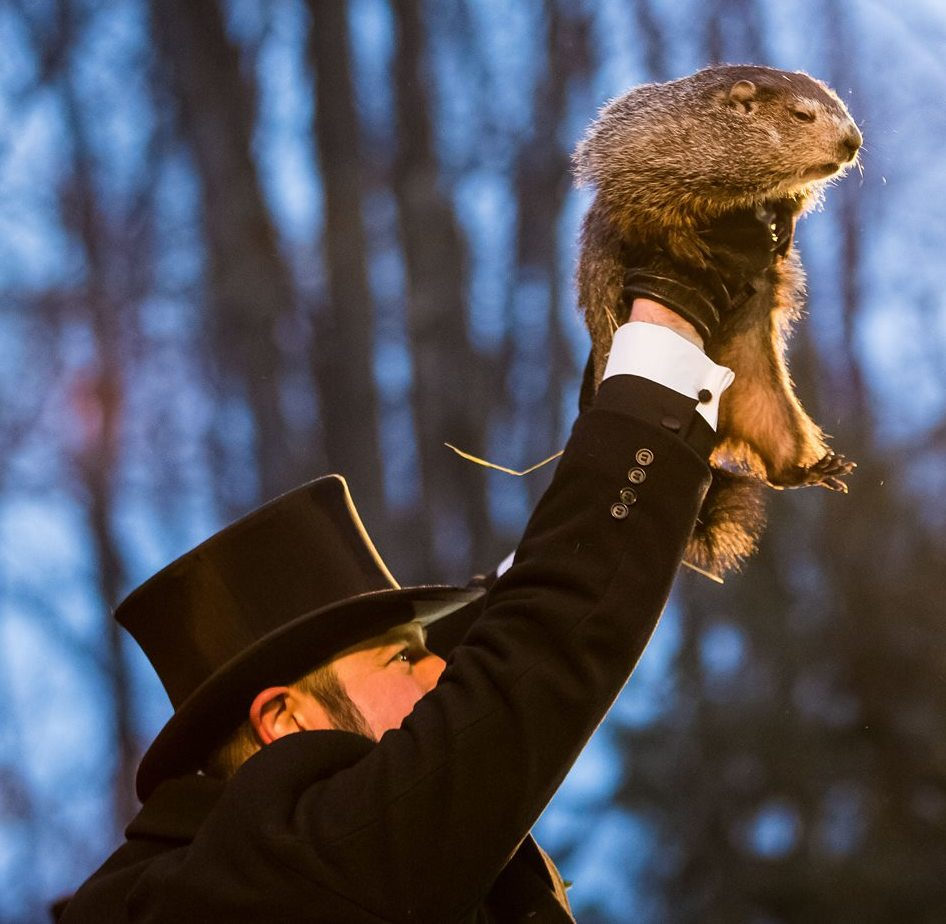
La marmotte Phil lors du jour de la marmotte de Punxsutawney en Pennsylvanie en 2018.

Le 1er février, Phil Connors, un présentateur météo qui travaille au sein de la station de télévision régionale WPBH-TV9, basée à Pittsburgh, rassure ses téléspectateurs : le blizzard qui approche passera à côté de l'ouest de la Pennsylvanie. Aux côtés de sa productrice Rita Hanson et du caméraman Larry, Phil se rend à Punxsutawney pour sa couverture annuelle des festivités du Jour de la marmotte. Il ne cache pas son mépris pour cette affectation, cette petite ville et les « bouseux » qui y vivent, affirmant qu'il va bientôt quitter son poste pour un nouveau travail.
Le lendemain, le 2 février, Phil se réveille au Cherry Tree Inn sur la musique de Sonny and Cher, I Got You Babe, diffusée à la radio. Il fait un reportage sans enthousiasme sur la marmotte Punxsutawney Phil et les festivités qui lui sont liées. Contrairement à sa prédiction, le blizzard frappe la région, empêchant tout voyageur de quitter Punxsutawney, et alors qu'il cherche désespérément un moyen de partir, Phil et son équipe sont contraints de passer la nuit dans la ville.

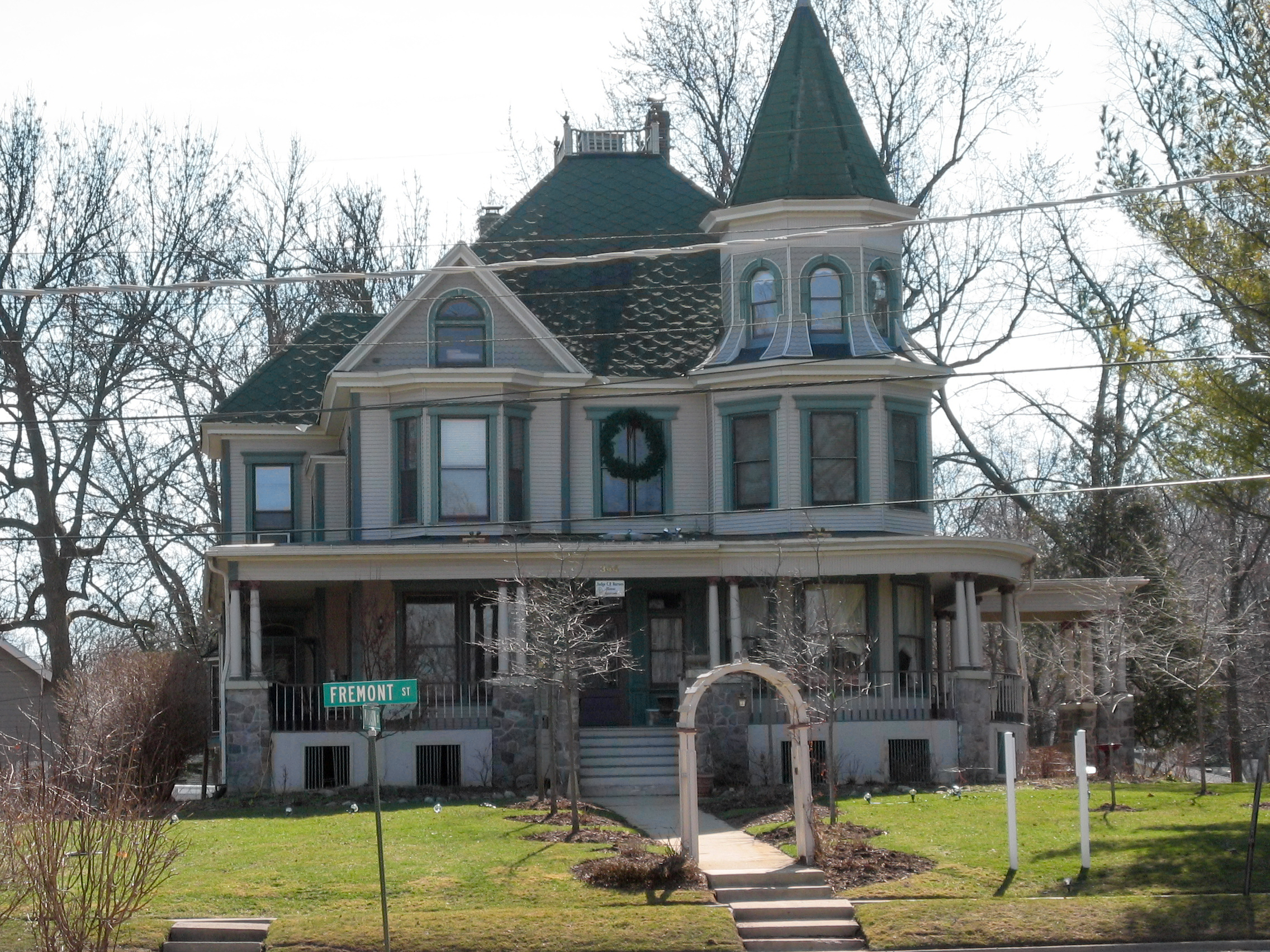
La maison utilisée pour les extérieurs du Cherry Tree Inn, lieu fictif où Phil se réveille chaque matin dans le film.

Après une nuit de sommeil, Phil découvre avec stupeur que le programme qu'il entend à la radio est exactement le même que la veille. Pire : les événements de la journée semblent aussi se reproduire exactement à l'identique. La réaction initiale de Phil est de douter de lui-même, en mettant cette situation sur le compte d'une impression de déjà-vu. Sa tentative de quitter la ville échoue une nouvelle fois et il retourne se coucher. Lorsqu'il se réveille, c'est à nouveau le 2 février. Phil comprend alors progressivement qu'il est coincé dans une boucle temporelle et que personne d'autre ne le sait. Il confie sa situation à Rita, qui l'oriente vers un neurologue, qui à son tour le redirige vers un psychologue, et aucun des deux ne trouve d'explication. Phil décide de se saouler avec les habitants Gus et Ralph, puis entreprend une course-poursuite avec la police avant d'être arrêté et envoyé en prison. Le matin suivant, Phil se réveille de nouveau au Cherry Tree Inn.
Constatant que ses actes n'ont aucune conséquence, Phil commence à passer ses journées à se livrer à des crises de boulimie, à des aventures d'un soir, à voler et à accomplir d'autres activités dangereuses, utilisant sa connaissance des événements de la journée et des habitants de la ville pour les manipuler à son avantage. Finalement, il se concentre sur l'idée de séduire Rita, utilisant de nombreuses boucles pour en savoir davantage sur elle, afin de coucher avec elle. Peu importe les mesures qu'il prend, Rita repousse toujours ses avances, en particulier lorsqu'il lui dit qu'il l'aime, Rita affirmant qu'il ne la connaît même pas.
Progressivement, Phil déprime et cherche désespérément un moyen de quitter sa boucle temporelle. Il se suicide de diverses manières, allant même jusqu'à enlever Punxsutawney Phil pour l'emmener avec lui et sauter en voiture d'une falaise. À chaque fois, il se réveille le 2 février en écoutant I Got You Babe. Finalement il se décide à expliquer sa situation à Rita, en utilisant sa connaissance détaillée de la journée pour en prédire avec précision les événements. Convaincue, Rita passe le reste de la journée avec Phil, l'encourageant à utiliser les boucles comme une bénédiction plutôt qu'une malédiction. Alors qu'ils sont allongés ensemble sur le lit la nuit, Phil se rend compte que ses sentiments pour Rita sont devenus sincères. Le matin suivant, il se réveille de nouveau seul le 2 février. Il utilise alors sa connaissance de la boucle pour se changer lui-même et aider les autres : il sauve les gens d'accidents mortels et autres malchances, il apprend à jouer du piano, à sculpter la glace et à parler français. Toutefois, malgré tous ses efforts, il est incapable de sauver un vieil homme sans abri de la mort.
Au cours d'une des itérations de la boucle temporelle, Phil fait son rapport des festivités du Jour de la marmotte avec une telle éloquence que les autres équipes de journalistes s'arrêtent pour l'écouter, ce qui impressionne grandement Rita. Phil continue sa journée en venant en aide aux habitants de Punxsutawney. Cette nuit-là, Rita est témoin des talents de pianiste de Phil alors que les habitants, en admiration, lui racontent toutes ses bonnes actions. Impressionnée par son apparente transformation du jour au lendemain, Rita mise sur lui lors d'une œuvre caritative de vente aux enchères de célibataires. Phil taille alors une sculpture de glace à l'effigie de Rita et lui dit que quoi qu'il arrive, même s'il est condamné à se réveiller seul chaque matin pour toujours, il veut qu'elle sache qu'il est enfin heureux parce qu'il l'aime. Ils s'embrassent et vont dans la chambre de Phil. Le lendemain matin, il se réveille en écoutant I Got You Babe, mais découvre avec stupeur que Rita est toujours au lit avec lui et que les interventions du présentateur de la radio ont changé : nous sommes enfin le 3 février. Phil dit alors à Rita qu'il veut vivre ici, à Punxsutawney, avec elle.

## Fiche technique
- Titre original : Groundhog Day
- Titre français : Un jour sans fin
- Titre québécois : Le Jour de la marmotte
- Réalisation : Harold Ramis
- Scénario : Danny Rubin et Harold Ramis, sur une idée originale de Danny Rubin
- Musique :
  - Composition : George Fenton
  - Orchestrations : Jeff Atmajian
- Photographie : John Bailey
- Direction artistique : Peter Landsdown Smith
- Montage : Pembroke J. Herring
- Montage son : George H. Anderson, Kevin Barlia, Ed Callahan, David Giammarco, John A. Larsen et Cindy Marly
- Décors : Lisa Fischer
- Costumes : Jennifer Butler
- Casting : Howard Feuer
- Production : Trevor Albert et Harold Ramis
  - Production déléguée : C. O. Erickson
  - Production associée : Whitney White
- Société de production : Columbia Pictures
- Société de distribution : Columbia Pictures
- Budget : 14,6 millions de dollars[1]
- Pays de production :  États-Unis
- Langue originale : anglais (et quelques répliques en français)
- Format : couleurs (Technicolor) - 1,85:1 - 35 mm
- Genre : comédie fantastique
- Durée : 101 minutes
- Dates de sortie :
  - États-Unis : 4 février 1993 (première à Westwood) ; 12 février 1993 (sortie nationale)
  - Canada : 12 février 1993
  - France : 28 juillet 1993

Sauf mention contraire les informations proviennent de l'American Film Institute et de l'Internet Movie Database.

## Distribution
- Bill Murray (VF : Richard Darbois ; VQ : Marc Bellier) : Phil Connors
- Andie MacDowell (VF : Rafaèle Moutier ; VQ : Linda Roy) : Rita Hanson
- Chris Elliott (VF : Jean-Luc Kayser ; VQ : Denis Michaud) : Larry le caméraman
- Stephen Tobolowsky (VF : Michel Papineschi ; VQ : Carl Béchard) : Ned Ryerson
- Brian Doyle-Murray (VF : Jacques Dynam ; VQ : Gérard Delmas) : Buster Green
- Marita Geraghty (VF : Geneviève Taillade ; VQ : Hélène Lasnier) : Nancy Taylor
- Angela Paton (VF : Jane Val ; VQ : Marie Bégin) : Mme Lancaster
- Rick Ducommun (VF : Jean-Michel Farcy) : Gus
- Rick Overton : Ralph
- Robin Duke (VF : Laurence Badie) : Doris la serveuse

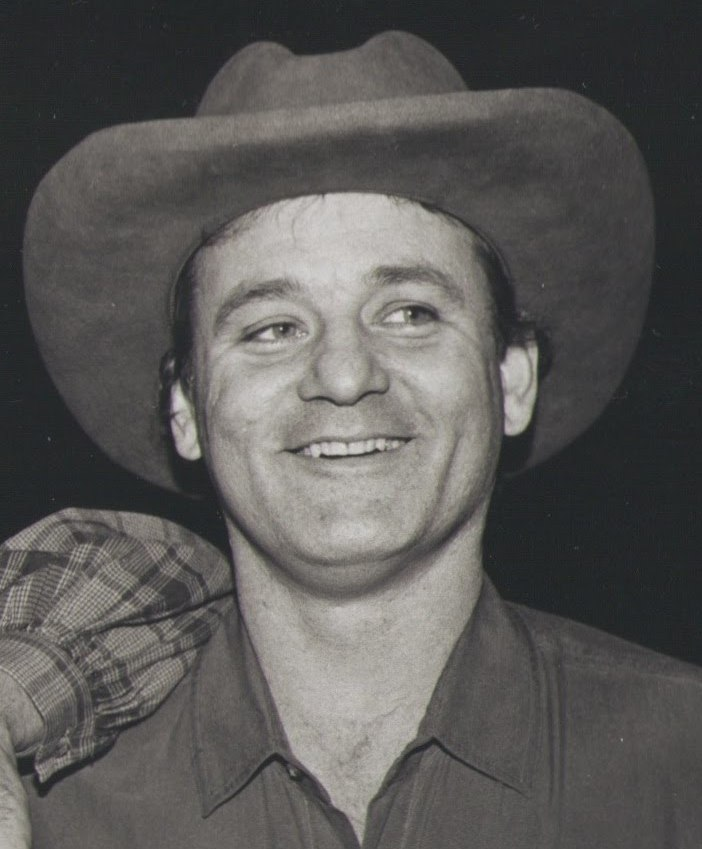
Bill Murray (ici en 1989), l'interprète de Phil Connors.

- Willie Garson (VF : Daniel Beretta) : Kenny, l'assistant de Phil (Henry en version française)
- Ken Hudson Campbell : l'homme dans le couloir de l'hôtel
- Les Podewell : le vieil homme sans abri
- David Pasquesi (VF : Jean-Philippe Puymartin ; VQ : Marc Labrèche) : le psychiatre
- Peggy Roeder : la professeure de piano
- Richard Henzel (VF : Daniel Beretta) : un présentateur de la radio
- Rob Riley : un présentateur de la radio
- Hynden Walch (VF : Martine Régnier) : Debbie, la jeune mariée
- Michael Shannon (VF : Jean-Philippe Puymartin) : Fred, le jeune marié
- Harold Ramis (VF : Richard Leblond ; VQ : René Gagnon) : le neurologue
- Rod Sell : un officiel du Jour de la marmotte
- Scooter : Punxsutawney Phil, la marmotte[4],[5]

Sauf mention contraire, les informations proviennent de l'Internet Movie Database pour la version originale, d'AlloDoublage pour la version française et de DoublageQC.ca pour la version québécoise,,.

## Production

### Concept et première version

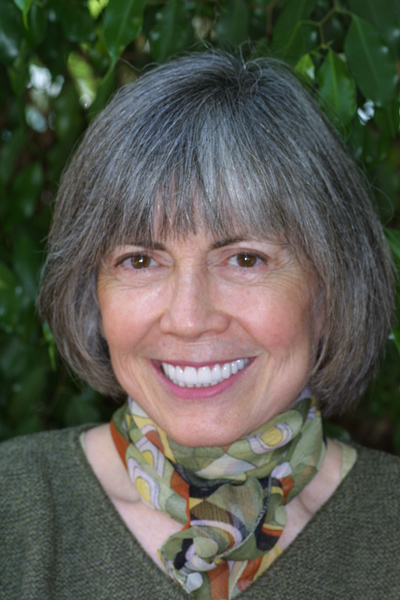
Lestat le vampire d'Anne Rice (photo) a servi d'inspiration initiale pour le script de Danny Rubin.

Danny Rubin a l'idée originelle d'Un jour sans fin en 1990, dans un cinéma de Los Angeles, où il avait emménagé pour devenir scénariste. Attendant que le film débute, il poursuit sa lecture de Lestat le vampire d'Anne Rice et se met à réfléchir sur l'immortalité vampirique et ce qu'il pourrait faire de son temps s'il était illimité,,. Il voit alors les vampires comme des personnes normales qui ne sont pas obligées d'adhérer aux mêmes règles et limites morales,. En découlent de nombreuses questions : l'immortalité ne deviendrait-elle pas ennuyeuse ? À quel moment le serait-elle ? Est-ce qu'une personne immortelle changerait avec le temps, en particulier si cette personne n'avait pas connu de changement substantiel dans sa vie mortelle et limitée ? Il pense aussi à certains hommes connaissant un blocage psychologique, enfermés dans leur adolescence,.
Ayant récemment vendu son premier scénario pour ce qui deviendra plus tard le thriller Hear No Evil sorti en 1993, son agent l'incite à développer un script « carte de visite » dont il pourrait se servir pour obtenir des rendez-vous avec des producteurs. Rubin commence à travailler sur son idée d'un homme changeant au cours de sa vie éternelle mais il comprend rapidement que cette idée est difficilement réalisable à cause des coûts qu'engendrerait la mise en scène d'évènements historiques ou futurs. C'est à ce moment que Rubin se souvient d'un concept qu'il avait imaginé deux ans auparavant : une histoire brève mettant en scène un homme qui se réveille chaque matin et qui constate qu'il s'agit de la même journée se répétant inlassablement. Rubin associe ces deux idées pour créer les grandes lignes d'Un jour sans fin. En représentant l'éternité comme un cycle répétitif au lieu d'une ligne droite à travers l'histoire, il évacue la problématique des coûts de production liés aux changements de décors. Il pense également que la répétition lui offre plus de possibilités dramatiques et comiques.
Rubin ouvre un calendrier et choisit la célébration la plus proche, le 2 février, le jour de la marmotte. Il voit dans cette date le potentiel de raconter son histoire car il s'agit aux États-Unis d'une fête reconnue mais ne recevant que peu d'attention. Pour lui, les gens n'ont qu'une vague connaissance de ces festivités utilisant une marmotte pour prédire l'arrivée du printemps. Quand bien même, il est persuadé que peu de personnes étrangères à la Pennsylvanie savent que le festival a lieu dans la petite ville de Punxsutawney, chose que lui-même connaît pour avoir travaillé pour une compagnie téléphonique locale. Situer l'histoire à Punxsutawney lui fournit un espace limité où bloquer Phil Connors, tandis que la réalisation d'un reportage sur l'événement donne au personnage une raison de la visiter. Il emprunte alors le nom du personnage principal à la mascotte locale, la marmotte Punxsutawney Phil. Il espère que le film deviendra un classique des films de Noël à l'instar de La vie est belle ou Joyeux Noël, Charlie Brown !,.
Rubin travaille huit semaines sur son histoire : sept pour définir les règles et les personnages et une pour écrire le scénario,. La tâche se complique lorsqu'il faut réfléchir à la cause de la boucle temporelle et Rubin réfléchit à des origines technologiques, magiques ou célestes. Finalement, il estime que ces explications sont interchangeables et surtout qu'elles sont sans importance et pourraient distraire les spectateurs des éléments scénaristiques sur lesquels il veut se concentrer. Rubin explique que l'absence de justification permet de mieux s'identifier à la situation de Phil, précisant qu'« aucun d'entre nous ne sait exactement comment nous nous sommes retrouvés piégés ici ». Il choisit de commencer son histoire in medias res, Phil étant déjà coincé dans la boucle temporelle. La première scène montre Phil se réveillant sur I Got You Babe de Sonny and Cher, prédisant les plaisanteries de l'animateur radio et les actions des gérants de l'hôtel, et attaquant un piéton dans la rue. Rubin pense alors que cela intriguerait le public de savoir comment et pourquoi il agit ainsi. Il choisit I Got You Babe pour ses paroles répétitives et sa thématique de l'amour, ce qui a selon lui des résonances avec son intrigue. Il compare ce scénario original à la comédie noire britannique Noblesse oblige sortie en 1949, en particulier la manière désinvolte dont sont mis en scène les multiples suicides de Phil.
Rubin n'imagine pas Un jour sans fin comme une comédie grand public et l'écrit avec plus de fantaisie. Il trouve que les passages les plus drôles sont les plus faciles à créer. Une des premières scènes qu'il écrit voit Phil utilisant son savoir toujours croissant pour séduire des femmes. Dans certaines boucles, Phil essaye de fuir de Punxsutawney, mais, inévitablement, il revient à la ville au recommencement de la boucle. Cependant, le script se concentre beaucoup plus sur la solitude de Phil et la boucle se brise seulement après avoir compris qu'il existe d'autres personnes tout aussi seules que lui et qu'il peut faire une bonne action en les rendant heureuses. Certaines scènes présentes dans le film tel qu'on le connait apparaissent beaucoup plus tôt dans le script de Rubin, comme celle où Phil se jette d'une falaise en voiture, qui aurait dû se dérouler dans la toute première boucle. Le passage du temps aurait dû également être éclairci : Phil en aurait pris conscience en lisant une page d'un livre par jour avant de réaliser qu'il avait lu tous les livres disponibles. La fin aurait dû comporter un retournement de situation : Phil brise sa boucle temporelle et avoue son amour pour Rita. La perspective devient alors celle de Rita qui, ayant repoussé les avances de Phil parce qu'elle n'est pas prête pour l'amour, découvre qu'elle est bloquée dans sa propre boucle.

### Développement

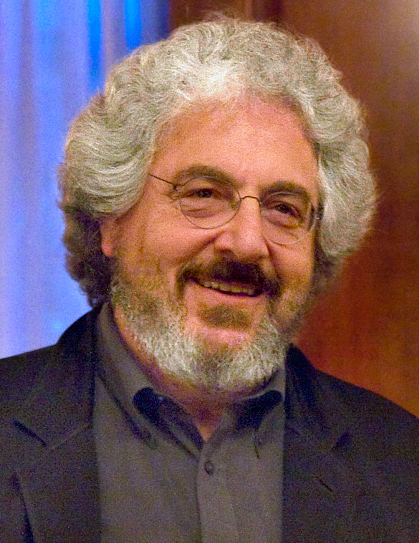
Le réalisateur et scénariste Harold Ramis en 2009.

Le script permet à l'agent de Rubin d'arranger quelques rendez-vous avec des producteurs. Bien qu'il ne se vende pas, ces réunions génèrent d'autres travaux pour Rubin,. En 1991, après que son agent a quitté l'industrie, Rubin envoie le script d'Un jour sans fin à plusieurs agences artistiques afin de chercher un nouveau représentant. Il attire l'attention de Richard Lovett de la Creative Artists Agency,. Lovett explique à Rubin qu'il ne peut cependant pas le représenter mais fait passer le script à son propre client, Harold Ramis.
Au début des années 1990, Ramis commence à s'éloigner des comédies anti-autoritaires et anti-institutionnelles qui avaient défini le début de sa carrière, telles que Le Golf en folie et Bonjour les vacances...,. Bien qu'il connaisse un certain succès derrière la caméra et en tant que scénariste, sa dernière tentative de réalisation, Club Paradis s'avère être un échec cuisant tant sur le plan commercial que sur le plan critique,,. Il veut réaliser un projet inhabituel et est particulièrement intéressé par les comédies abordant la rédemption et la découverte de son but dans la vie,. Rubin connait le travail de Ramis pour l'avoir découvert à la télévision et au cinéma.
Ramis admet ne pas avoir ri une seule fois à la lecture du script de Rubin. Toutefois, il est intéressé par la spiritualité sous-jacente et la romance présente mais il désire apporter plus d'humour. Les deux hommes discutent des idées fondamentales du scénario, soulevant des parallèles avec le bouddhisme et la réincarnation. Ils se demandent également s'il est éthique pour Superman, un surhomme ayant le pouvoir de sauver la vie d'innombrables personnes et d'empêcher des désastres, de gâcher son temps avec des aventures avec sa partenaire Lois Lane,.
Deux studios se disputent le scénario : d'un côté, Columbia Pictures, via Ramis, prévoit un gros budget mais Rubin perdrait le contrôle créatif ; de l'autre, un petit studio indépendant au budget modeste de 3 millions de dollars qui laisserait Rubin avoir la mainmise sur son concept original. Rubin choisit l'offre de Ramis et, comme attendu, le studio demande plusieurs changements.

### Adaptation et réécriture
Rubin admet être sur la défensive vis-à-vis des changements réclamés par le studio. Il craint que les modifications retirent ce qu'il considère être des éléments d'intrigue innovants et transforment le film en comédie banale. Ramis supervise la réécriture et s'attache à équilibrer le désir d'originalité de Rubin et les demandes du studio d'en faire une comédie grand public,. Ramis et Rubin s'appuient librement sur le modèle de Kübler-Ross et ses cinq étapes du deuil (déni, colère, marchandage, dépression et acceptation) pour sous-tendre la structure narrative,. Ramis s'imagine dans la peau de Phil pour savoir ce qu'il ferait et ressentirait piégé dans la même situation. Ils passent plusieurs semaines à réécrire le scénario,. Ramis suggère de retirer la fin d'origine imaginée par Rubin, dans laquelle Rita se retrouve elle-même bloquée dans une boucle temporelle. Il pense que le public n'appréciera pas une conclusion qui ne lui apporte aucune catharsis,. De la même manière, il trouve important de conserver les éléments les plus sombres de l'histoire, tels que les suicides de Phil, ces scènes permettant de contrebalancer les incontournables passages sentimentaux.
Rubin livre son nouveau projet le 2 février 1991. Contractuellement, il a le droit d'écrire une nouvelle version mais le studio préfère que Ramis prenne la main, mettant un terme à l'implication de Rubin. Ramis commence la réécriture seul à partir du dernier scénario de Rubin,. Ramis trouvant la sentimentalité et la sincérité complètement opposées à ce qu'il a appris à faire en tant que comédien, tempère délibérément les moments les plus tendres par un ton cynique et grognon. Parmi les grands changements qu'il apporte, Ramis réorganise le scénario en trois actes narratifs traditionnels. Il consolide le personnage de Phil en lui conférant une attitude suffisante pour l'éloigner des autres personnages, développant ainsi un arc narratif comique classique où le personnage mérite sa punition,. Ramis apprécie le concept de Rubin de débuter dans une boucle en cours mais la productrice associée Whitney White suggère de commencer le film avant la première boucle, permettant de voir la réaction initiale de Phil, ce qui serait plus intéressant pour le public,.
Ramis supprime le personnage de Max, le petit-ami de Rita, et ajoute, puis retire, celui de Gill Hawley, le producteur délégué de Phil. Cette version comporte plus de scènes se concentrant sur les conquêtes sexuelles de Phil et supprime du contenu jugé mesquin, comme Phil proposant à Rita d'être son « esclave sexuel ». Dans la version finale du film, cette tendance est inversée lorsque Rita achète Phil et affirme qu'il lui appartient. Les tentatives de Phil de quitter Punxsutawney sont également supprimées, Ramis ne voulant pas que les spectateurs se focalisent sur les règles de la boucle temporelle et pensant que circonscrire l'action au village lui ajoute un côté claustrophobique. L'exposition via Phil, notamment avec l'utilisation d'une voix off, est également supprimée, de même que plusieurs scènes témoignant des bonnes actions du personnage et ses méthodes toujours plus ingénieuses pour empêcher les accidents de se réaliser tout en profitant au maximum de son temps,. Par exemple, Phil plaçait sur une route un énorme rocher afin d'empêcher un camion de livrer le poisson au patron d'un restaurant à cause duquel il se serait étouffé. Là où le scénario original de Rubin parait moralisateur, Ramis apporte une touche plus optimiste,. Les extraits du scénario d'origine de Rubin (à gauche) et la réécriture de Ramis (à droite) témoignent de l'accent mis sur l'attitude suffisante de Phil et sur le noyau romantique du film. Il s'agit d'une scène de dîner entre Phil et Rita, :
| Scénario original de Rubin PHIL (voix off) « Et Rita et moi — ensemble — c'était la chose la plus évidente du monde... » PHIL « As-tu déjà eu l'impression de revivre le même jour encore et encore ? » RITA « Comme un déjà vu ? » PHIL « Plutôt comme un déjà, déjà, déjà, déjà... » RITA « Donc, tu penses toujours être déjà venu ici ? » Phil hoche de la tête. RITA « Et comment se déroule la soirée ? » PHIL « Je vais te dire ce que je sais. Même dans une journée aussi longue que celle-ci, même dans une vie de répétition sans fin, il y a toujours de la place pour des possibilités. » | Réécriture de Ramis PHIL « Qu'est-ce que vous aimez ? Quel est votre homme idéal ? » RITA « D'abord, il est trop humble pour savoir qu'il est parfait. » PHIL « C'est moi ! » RITA « Il est intelligent, attentionné, drôle... » PHIL « Intelligent, attentionné, drôle. Moi, moi, moi. » RITA (réfléchit) « Il est romantique et courageux. » PHIL « Aussi moi. » RITA « Il est beau, mais ne se regarde pas dans la glace toutes les deux minutes. » PHIL « Je suis beau, et il m'arrive de ne pas me regarder pendant des mois. » RITA « Il est gentil, sensible, et doux. Il n'a pas peur de pleurer en face de moi. » PHIL « On parle bien d'un homme, hein ? » |

C'est la version de Ramis qui attire Bill Murray sur le projet, même si Murray et Ramis se disputent immédiatement sur le ton du film. Murray veut se focaliser sur les éléments philosophiques tandis que Ramis soutient qu'il s'agit avant tout d'une comédie,,. Le studio est plus enthousiaste vis-à-vis de la copie de Ramis et pense que les changements le rendent plus attractif pour le grand public. Columbia Pictures réembauche Rubin pour évaluer le scénario et l'annoter. Celui-ci rend le scénario avec des pages complètes de notes honnêtes et parfois sarcastiques, ce qui plaît à Murray qui recommande de le réembaucher complètement pour aider sur le scénario.
Le studio refuse de donner sa permission au projet tant que le scénario ne contient pas une explication des causes de la boucle temporelle,. Le producteur Trevor Albert décrit une scène où l'un des producteurs délégués de la Columbia demande « Pourquoi la journée se répète ? Pourquoi, bon sang ? J'aime bien, c'est bien, mais je comprends pas pourquoi il se retrouve bloqué dans cette boucle. » Rubin avait imaginé plusieurs causes à la boucle, comprenant la malédiction d'une conquête éconduite ou encore l'invention détraquée d'un scientifique fou. Albert et Ramis travaillent avec Rubin afin d'essayer d'apaiser le studio, tout en se mettant d'accord sur la place trop tardive de ces scènes dans le planning de tournage pour être filmées — et s'ils sont obligés de les tourner, de ne tout simplement pas les incorporer au film.
Le conflit opposant Murray et Ramis se poursuivant, Ramis demande à Rubin de travailler sur le scénario avec Murray pensant en effet que c'est la seule façon d'empêcher l'acteur de l'appeler très tôt tous les matins. Quand Ramis les appelle pour vérifier leur progression, Murray demande à Rubin de prétendre qu'il est absent,. Murray et Rubin se rendent au festival du jour de la marmotte de Punxsutawney en 1992 afin de mieux connaitre l'événement, mais font profil bas et ne révèlent pas les raisons de leur visite,. Ils passent ensuite plusieurs semaines à New York à retravailler le scénario,. Rubin est « frustré » de l'approche plus décontractée de l'écriture de Murray. Un mois avant le début du tournage, le scénario n'est toujours pas finalisé et se rapproche de plus en plus du scénario original de Rubin.
Rubin et Ramis collaborent sur une nouvelle réécriture. Chacun travaille sur une section individuelle puis retravaille la section de l'autre. Ramis passe ensuite quelques jours à les affiner au sein du scénario,. Rubin recommande de n'inclure aucune référence aux années 1990 ni même à d'autres périodes spécifiques pour permettre au film de rester intemporel,. La version finale du film est, selon Rubin, en grande partie proche de son scénario. Il regrette cependant la disparition de la scène où un enfant de 14 ans se comporte comme Phil au début du film, contrastant avec le développement de Phil à ce stade de l'intrigue. D'autres scènes ont été écrites mais jamais tournées, tels que Phil priant dans une église, faisant des paris ou encore une scène à laquelle Murray a personnellement opposé son veto, où Phil se déshabille pour obliger un homme âgé à sortir d'une piscine,. Bien que le scénario soit complété, il continue à subir plusieurs changements durant le tournage,.

### Distribution des rôles

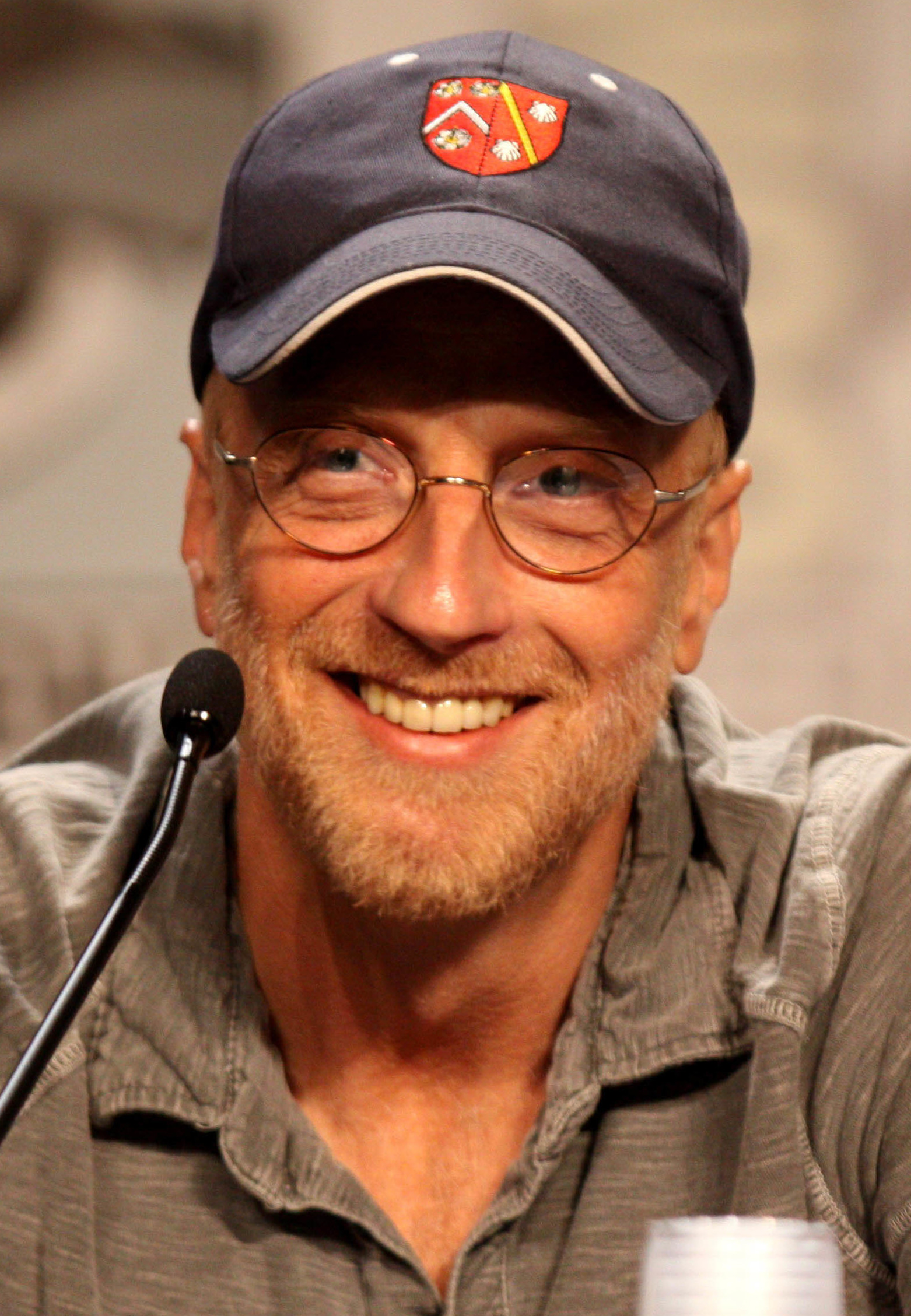
Chris Elliott (ici en 2011) interprète Larry le cameraman.

Pour le rôle de Phil Connors, Chevy Chase, Tom Hanks et Michael Keaton sont aussi envisagés,,. Hanks est le premier choix de Ramis mais il refuse le rôle, expliquant qu'il est généralement catalogué dans les rôles de « gentils garçons » et que le public se serait attendu à son inévitable rédemption, tandis que Murray est « un tel enfoiré à l'écran et hors écran » que le résultat serait moins prévisible,. Keaton pense que le personnage « ironique, sardonique et désinvolte » est parfait pour lui mais il reconnaît n'avoir tout simplement pas compris le film. Plus tard, il avoue regretter d'avoir refusé le rôle,. Phil est à l'origine écrit comme un homme plus jeune mais ce trait est modifié lorsque la production constate que tous les acteurs comiques qu'elle envisage sont plus âgés.
Murray et Ramis sont amis depuis longtemps et ont collaboré sur de nombreux projets depuis 1974, dont cinq films à succès parmi lesquels Arrête de ramer, t'es sur le sable, Le Golf en folie et SOS Fantômes,. Rubin n'a pas écrit le personnage comme particulièrement méchant mais plutôt comme une personne ordinaire propulsée dans une situation extraordinaire. En enrôlant Murray, Phil devient un protagoniste plus cynique, sarcastique et détaché mais pas assez malveillant pour ne plus avoir le soutien du public. Rubin souhaite que Kevin Kline prenne le rôle car il pense que Murray n'a pas les capacités pour l'interpréter mais Ramis le rassure, lui affirmant : « Ne t'inquiète pas. Murray peut le faire. Il peut être si méchant et pourtant te faire l'aimer ». Andie MacDowell, sa partenaire à l'écran, le confirme : « C'est un crétin, mais il vous fait rire ».
Trevor Albert fait auditionner plusieurs comédiennes pour le rôle de Rita mais réalise que prendre quelqu'un qui rivalise avec Murray en matière de comédie serait préjudiciable au film. Le personnage de Rita n'est pas écrit pour échanger des commentaires spirituels avec Phil mais offre plutôt une certaine chaleur humaine et de l'intelligence. MacDowell est choisie pour sa capacité à donner aisément la grâce qui convient au personnage de Rita. Sur le tournage, MacDowell essaye de s'adapter à l'improvisation naturelle de Murray. Elle pense que l'humour de son personnage vient de son honnêteté sans être extravagante. La chanteuse Tori Amos a été un temps envisagée.
Stephen Tobolowsky est embauché dans le rôle de Ned Ryerson après avoir livré une prestation « extrêmement odieuse » à son audition. Michael Shannon qui incarne le futur marié Fred obtient ici le premier rôle de sa carrière. Il passe une grande partie du tournage de la scène du dîner en arrière-plan car l'équipe veut que les acteurs soient à leur place même si la caméra n'est pas focalisée sur eux. Une marmotte véritable, baptisée Scooter, est utilisée pour interpréter Punxsutawney Phil. La mairie de Punxsutawney, déçue que la ville ne soit pas utilisée pour le tournage, refuse de laisser le véritable Punxsutawney Phil apparaître dans le film,. Scooter n'a pas été spécialement dressé auparavant et a été capturé en Illinois seulement quelques semaines avant le tournage.

### Préproduction

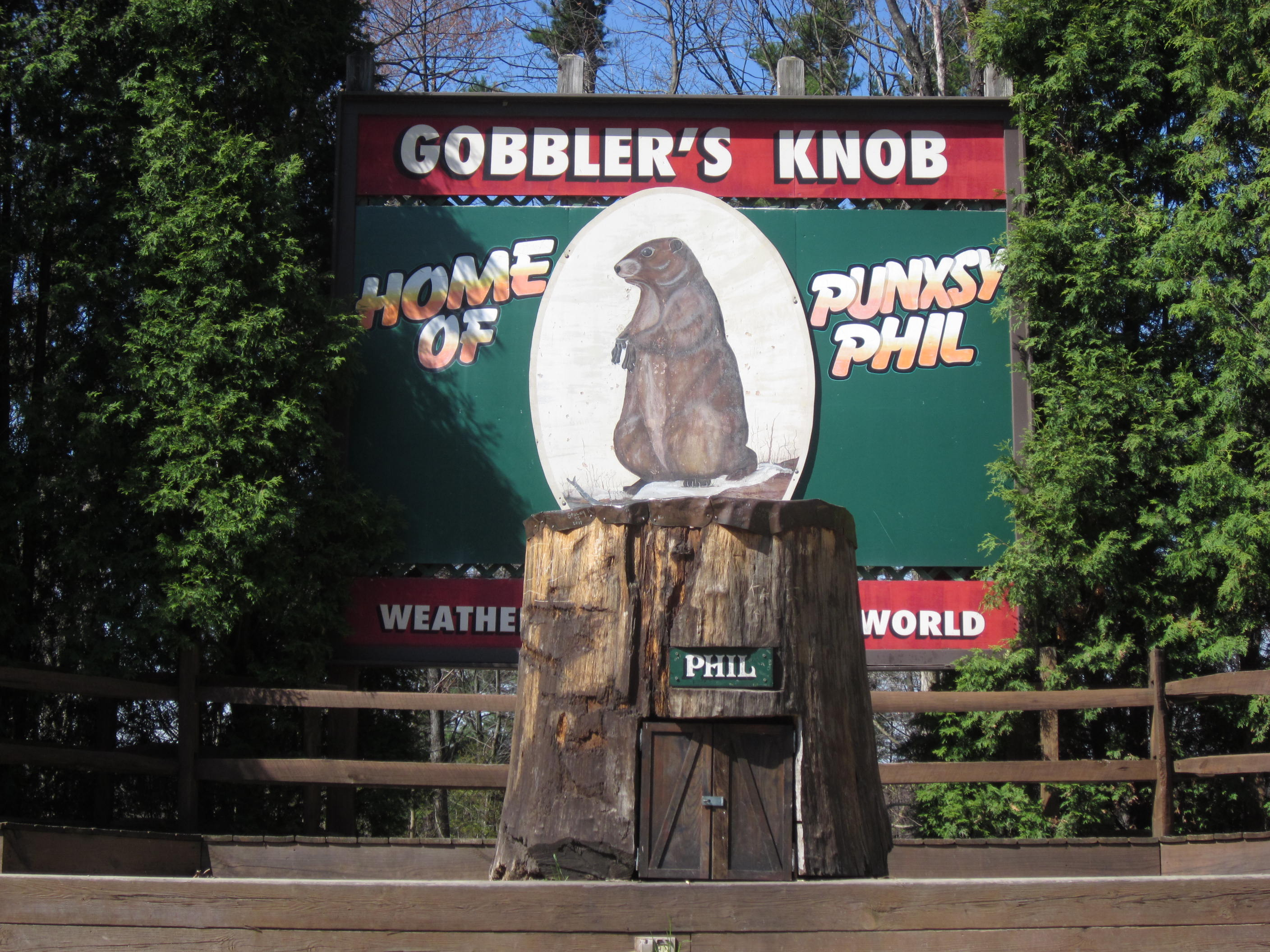
Le véritable Gobbler's Knob à Punxsutawney, résidence de Phil la marmotte (2012).

La production veut utiliser une « ville américaine par excellence » pour le tournage, un endroit intemporel, qui ne semble pas être spécifique à une période donnée. La commission du film de Pennsylvanie envoie des vidéos de repérage du village de Punxsutawney mais celui-ci comporte peu de sites pouvant être exploités pour correspondre au scénario,. Question logistique, Punxsutawney est également trop éloigné des installations nécessaires. Le village, rural, se trouve à près de 130 km de Pittsburgh, la grande ville la plus proche, et n'offre pas assez de logements pour accueillir l'équipe technique et les acteurs,.
Originaire de Chicago, Ramis apprécie de tourner dans l'Illinois et sait que la région peut répondre à ses besoins,. Une ville dotée d'une esthétique hivernale, proche d'une métropole majeure et avec un accès aux axes autoroutiers permettrait de compléter la production aussi vite que possible,. Ramis recherche également une main Street identique à celle de Punxsutawney et le repéreur Bob Hudgins pense que Mineral Point au Wisconsin pourrait convenir. Durant son voyage, l'équipe de repérage s'arrête dans la ville de Baraboo dont la place serait plus à même de répondre aux attentes et aux besoins du tournage qu'une main street. Ramis demande de trouver un lieu similaire mais moins éloigné de Chicago.
Après avoir visité une soixantaine de villes, l'équipe de repérage arrive à Woodstock en Illinois, ville d'environ 25 000 habitants que Bob Hudgins connaît bien pour y avoir tourné Un ticket pour deux en 1987. Si elle est un peu plus éloignée que prévu (une centaine de kilomètres de Chicago), elle offre le côté intemporel que la production recherche. La vue depuis le clocher de l'opéra finit de convaincre Ramis et Albert,. La ville présente même une grande grotte dans laquelle Phil pourrait se rendre,.
Une forêt préservée aux abords de McHenry est dans un premier temps envisagée pour tourner les séquences du Gobbler's Knob mais la production opte finalement pour la place du village, recréant la résidence de Punxsutawney Phil avec précision à l'aide de notes détaillées et de vidéos, augmentant considérablement l'impact sur Woodstock,,,. On fait ainsi appel à des milliers de figurants pour de nombreuses prises et des entreprises locales s'unissent, inquiètes de l'impact qu'aurait la présence d'autant de personnes à la fois sur la place et sur leurs devantures pour une période indéterminée. Hudgins se dit fier que le chiffre « 23 » affiché sur les badges comme autant d'entreprises mécontentes soit descendu à « 14 » au fur et à mesure qu'il les rallie au projet. Le conseil municipal lui-même est partagé sur la question. Trois entrepreneurs poursuivent en justice Columbia Pictures après le tournage du film, demandant une compensation pour la perte subie lors du tournage : l'une des affaires est réglée à l'amiable, le résultat des deux autres n'est pas connu.

### Tournage

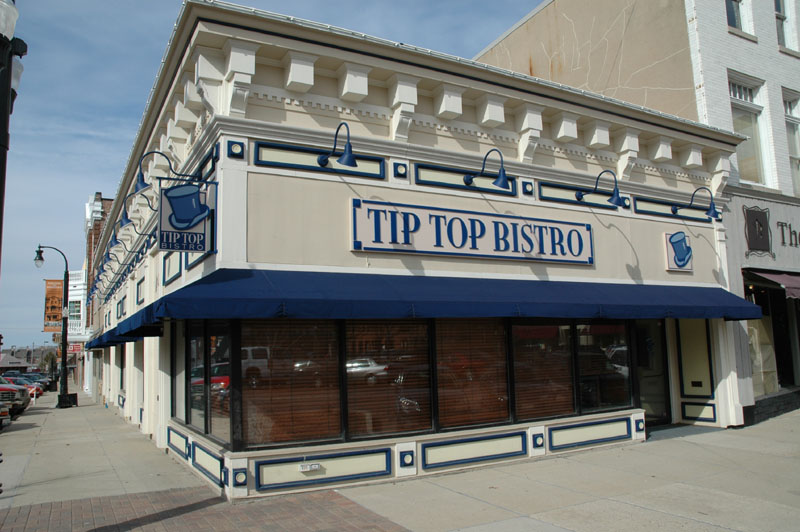
Le Tip Top Bistro, recréé à Woodstock sur le site du Tip Top Café fictif.

Le tournage débute le 16 mars 1992 et se termine quatre-vingt-six jours plus tard, le 10 juin 1992. Il se déroule en majeure partie à Woodstock mais aussi en studio à Cary en Illinois et à Hollywood en Californie,. Le budget alloué varie selon les sources entre 14,6 millions et 30 millions de dollars,,.
Les conditions météorologiques varient considérablement durant le tournage. La plupart des scènes sont tournées par un temps glacial qui persiste jusque fin mai. Bill Murray tourne jusqu'à 12 heures par jour les scènes d'extérieurs à des températures aux environs de −7 °C, ce qui lui cause des inflammations de la peau et le rend irritable. Vers la fin du tournage, les températures estivales obligent à utiliser de la fausse neige pour remplacer celle fondue, mais les acteurs doivent continuer à porter leur équipement d'hiver malgré la chaleur. Ramis n'arrive pas à choisir une météo pour illustrer la rencontre entre Phil et Ned, et tourne donc neuf fois la même scène dans différentes conditions. Il opte finalement pour un décor sombre indiquant la fin d'une boucle. À cause des conditions météorologiques, la scène de l'accident de voiture demande à elle seule deux semaines de tournage.
Les tensions opposant Ramis et Murray mettent également en difficulté le tournage : Ramis continue à vouloir réaliser une comédie romantique tandis que Murray désire un film plus contemplatif,. Murray, en instance de divorce de la mère de ses deux enfants, Margaret Kelly, a un comportement jugé erratique, multiplie les crises de colère et contredit régulièrement les décisions du réalisateur,,. Selon Ramis, Murray arrive constamment en retard sur le tournage et fait preuve d'une attitude « irrationnellement méchante et inaccessible ». Ils continuent à se disputer sur la teneur du scénario et aussi sur le jeu des autres acteurs. Lorsque Michael Shannon avoue à Ramis qu'il pense avoir dérangé Murray, le réalisateur oblige Bill Murray à faire des excuses auprès de Shannon devant toute l'équipe de tournage. Stephen Tobolowski explique qu'avant leur première scène, Murray a acheté toutes les pâtisseries d'une boulangerie pour les jeter aux spectateurs rassemblés, Tobolowski l'aidant à porter la cargaison.

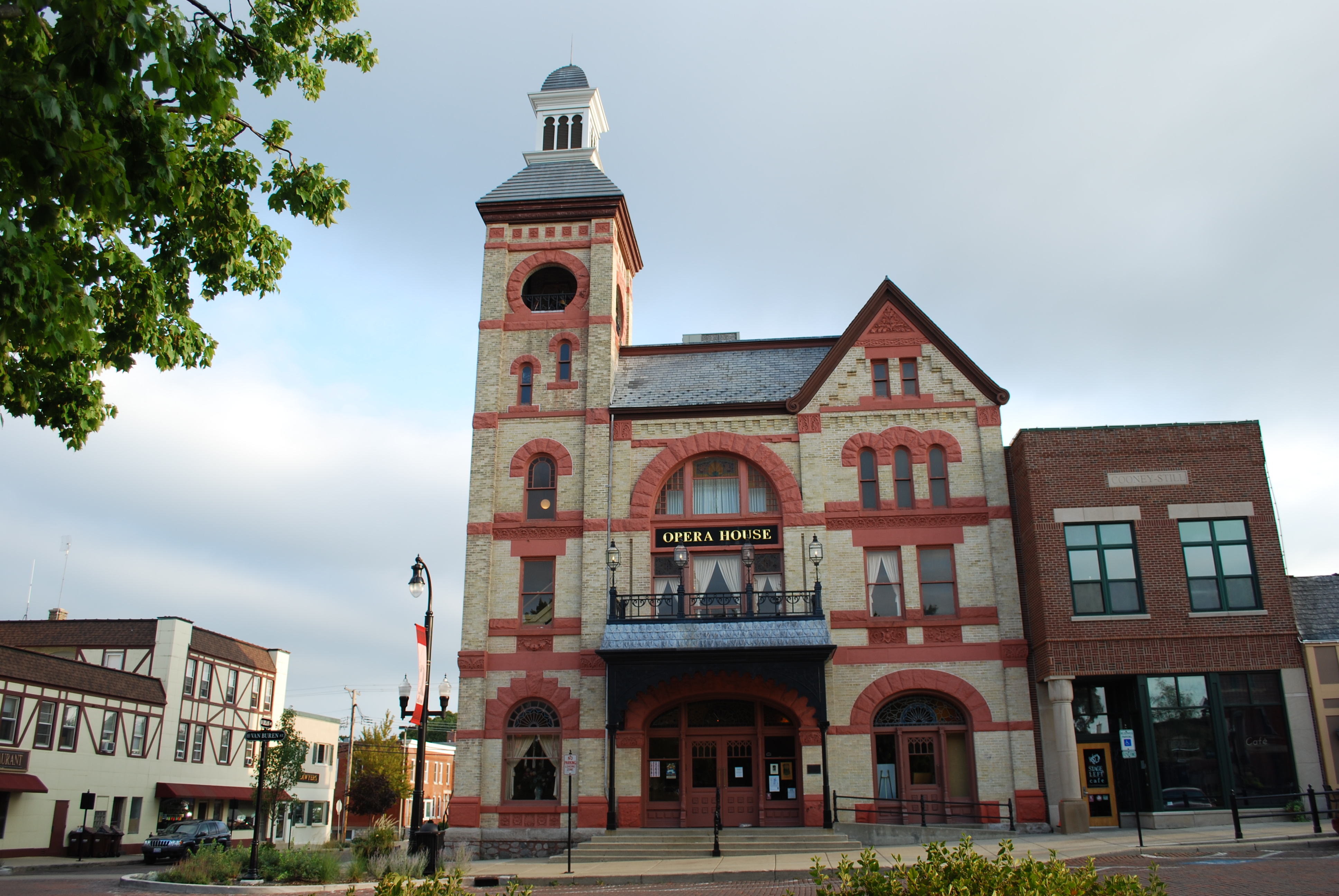
L'opéra de Woodstock a servi pour l'extérieur de l'hôtel de Rita et l'une des scènes de suicide de Phil.

Le scénario continue d'être modifié durant le tournage. Lorsque Tobolowski arrive pour sa première scène, il a en main une nouvelle version du scénario et il estime qu'environ un tiers en est différent de la première. Par exemple, assez tôt dans le film, Phil casse un crayon pour savoir s'il se répare le jour suivant. Une autre scène plus élaborée est filmée, dans laquelle Phil dégrade les murs à la bombe de peinture, détruit les objets de sa chambre et se fait une crête iroquoise. La scène est filmée sur trois jours et coûte beaucoup d'argent mais Ramis lui préfère quelque chose de plus calme, simple et moins délirant. La structure change aussi : le scénario met en scène plus de mésaventures de Phil et ses tentatives de suicide sont situées plus tard, proches de la fin du film. Ces scènes sont replacées en amont afin de laisser tout le troisième acte centré sur Phil reprenant goût à la vie,.
Murray subit des atteintes physiques lors du tournage de certaines scènes. Pour se préparer à entrer dans le nid-de-poule rempli d'eau, il enveloppe son pied dans un film plastique, du néoprène et deux paires de chaussettes. Une fois la prise terminée, il se met à jurer et insulter jusqu'à ce que les costumiers sèchent complètement son pied pour éviter les engelures. Sur plusieurs autres prises, Murray demande à MacDowell de réellement le gifler et, lors de la bataille de boules de neige, Ramis ordonne aux enfants de lancer les boules avec force,. Lors de la scène où Phil s'enfuit avec Phil la marmotte, l'animal mord et blesse Murray au doigt, malgré l'utilisation de gants. Elle le mord une nouvelle fois au même endroit lors d'une prise ultérieure,.
Bill Murray a quelques hésitations concernant sa scène finale dans laquelle Phil se réveille aux côtés de Rita, en particulier la façon dont il est habillé pourrait affecter le ton de la révélation de la sortie de la boucle temporelle. Ramis fait un sondage auprès de l'équipe de tournage pour savoir si Phil doit porter d'autres vêtements que la veille, sous-entendant que les deux personnages ont eu une relation intime, jusqu'à ce qu'une jeune membre de la production départage, expliquant qu'ils doivent porter les mêmes vêtements : « n'importe quoi d'autre […] ruinerait le film ». Lors du dénouement, alors que Phil et Rita sortent de l'hôtel Cherry Tree, le scénario faisait dire au premier « Vivons ici » mais Murray improvise la réplique « On va commencer par louer » ce qui tempère la scène.
Plusieurs lieux de Woodstock et alentours sont utilisés par la production. La place du village apparaît à de nombreuses reprises. Un bar de l'ancien tribunal est utilisé comme le bar de l'hôtel de Rita. L'opéra sert d'extérieur à l'hôtel de Rita et sa tour comme lieu de suicide de Phil,. L'hôtel Cherry Tree est en réalité une résidence privée, l'intérieur est tourné en studio. Le Woodstock City Lanes est utilisé pour la scène de bowling. Le Tip Top Café, lieu de plusieurs séquences entre Phil et Rita, est construit de toutes pièces pour le film. Les habitants ont par la suite réclamé un diner fonctionnel à l'endroit même où était planté le décor,. Les enchères de célibataires se déroulent au Woodstock Moose Lodge,. La scène du suicide en voiture a été tournée à la carrière de Nimtz à Loves Park, à environ 55 km de Woodstock. Un système de rails est utilisé pour propulser deux véhicules dans la carrière afin de donner à Ramis le choix du plan et de l'angle, l'explosion est quant à elle contrôlée par pyrotechnie.

## Exploitation et accueil

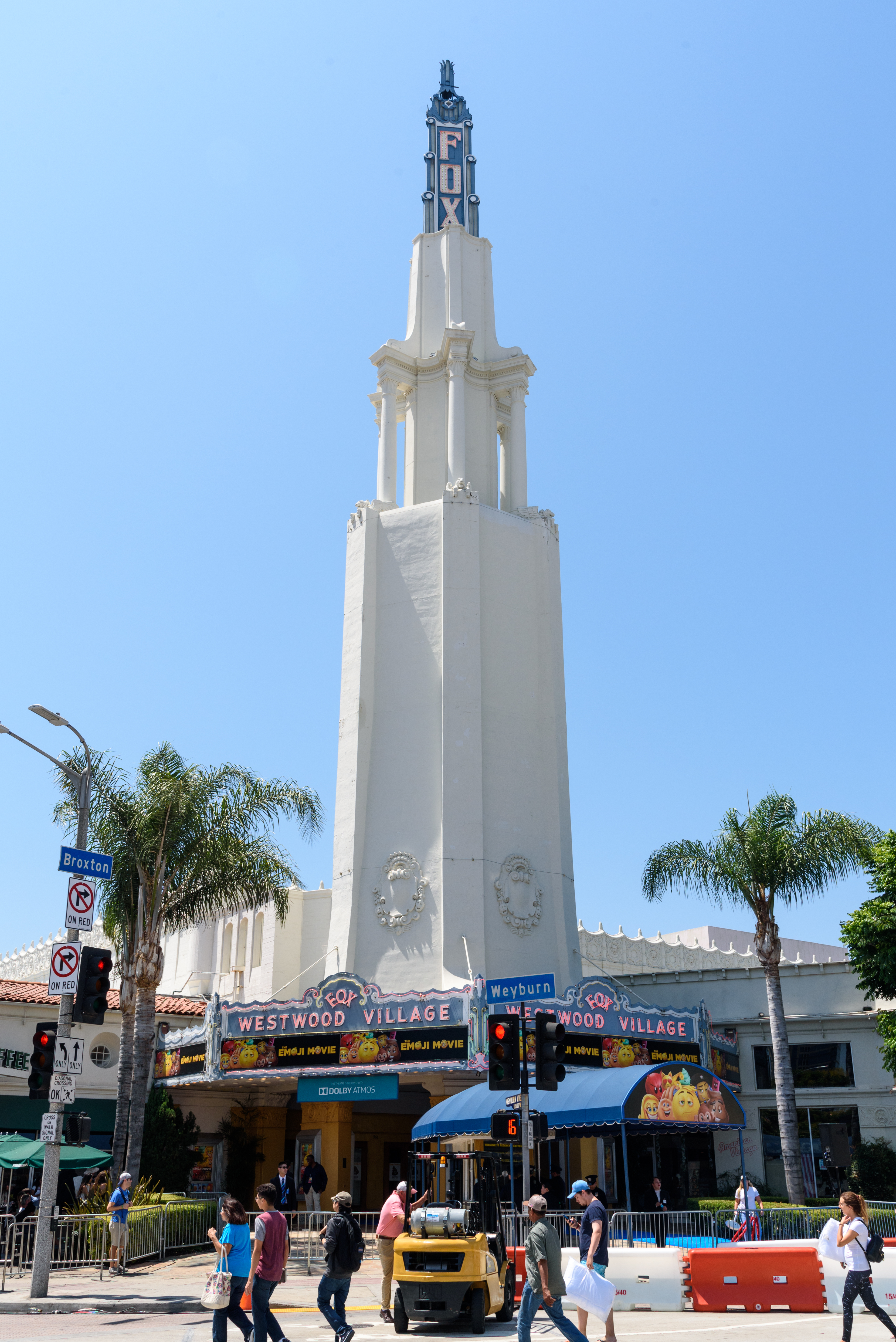
L'avant-première dUn jour sans fin s'est tenue le 4 février 1993 au Fox Theatre de Westwood à Los Angeles.

Au début des années 1990, Hollywood est souvent critiquée pour son utilisation à outrance de sexe et de violence dans les films. L'atmosphère générale est particulièrement morose, notamment à cause de la récession, et le public a un besoin de divertissement,. L'année 1993 est alors vue comme celle des films familiaux. Avec l'augmentation des coûts de production, les studios considèrent la création de films s'adressant à la fois aux adultes et aux enfants comme l'occasion de faire des profits en sortie cinéma et en vidéo-club. À l'époque, les trois plus gros succès au box-office nord-américain sont des films destinés à la famille : E.T., l'extra-terrestre de Steven Spielberg, La Guerre des étoiles de George Lucas et Maman, j'ai raté l'avion ! de Chris Columbus. Les films familiaux encouragent également la fidélisation de la clientèle et offrent plus de possibilités de vendre des produits dérivés,. Le président de Columbia Pictures, Mark Canton, explique alors que les films classés PG (grand public mais avec certains éléments non destinés aux plus jeunes) ont plus de chance de dépasser les 100 millions de dollars de recette que les films destinés aux seuls adultes. Un jour sans fin est lui-même classé PG, permettant aux enfants d'y assister avec une permission parentale. Il est décrit comme un potentiel succès surprise,.
Un jour sans fin est l'un des nombreux films familiaux sortis cette année, avec notamment Sauvez Willy de Simon Wincer, Last Action Hero de John McTiernan et le très attendu Jurassic Park de Steven Spielberg, qui deviendra le film le plus rentable de son époque. L'année 1993 est par ailleurs chargée pour le cinéma américain et est désormais vue comme l'une de ses meilleures années dans une grande variété de genres,. Il y a des succès publics tels que Madame Doubtfire de Chris Columbus et Proposition indécente d'Adrian Lyne, des succès critiques tels que La Liste de Schindler de Steven Spielberg et Philadelphia de Jonathan Demme ou encore de futurs classiques comme Génération rebelle de Richard Linklater, Batman contre le fantôme masqué d'Eric Radomski et Bruce Timm, et L'Étrange Noël de monsieur Jack de Henry Selick,,,,.
L'avant-première d'Un jour sans fin a lieu le 4 février 1993, au Fox Theatre de Westwood à Los Angeles. Bill Murray n'assiste pas à l'événement plutôt modeste. Parmi les invités ce soir-là, on compte notamment le comédien Rodney Dangerfield et les actrices Catherine O'Hara, Mimi Rogers et Virginia Madsen. Les 40 000 dollars récoltés lors de la vente des billets sont donnés à une fondation pour la recherche sur la sclérodermie et à Turning Point Shelter, une association contre les violences sexuelles et domestiques. Une seconde avant-première a lieu le lendemain à Crystal Lake en Illinois, suivie d'une mise aux enchères d'accessoires et d'équipements dédicacés, dont les recettes sont données au système scolaire du district de Woodstock.

### Box-office
Le film sort le 12 février 1993 en Amérique du Nord dans 1 640 salles. Il bénéficie d'un week-end prolongé grâce à la fête nationale du Presidents Day le lundi. À l'issue de ces quatre jours, il récolte 14,6 millions de dollars au box-office américain, soit une moyenne de 8 934 $ par écran, faisant de lui le second meilleur démarrage pour un film sorti en hiver, derrière Wayne's World de Penelope Spheeris avec 18 millions de dollars, sorti l'année précédente. Un jour sans fin termine à la première place du box-office du week-end, devant la comédie romantique Sommersby de Jon Amiel, avec 9,9 millions dollars et la comédie d'aventure L'Incroyable Voyage de Duwayne Dunham, avec 8,1 millions de dollars, tous deux dans leur deuxième semaine d'exploitation,,. En moyenne, 80 % des salles affichent « complet » et 65 % des spectateurs interrogés le recommandent sans hésiter.
Le film garde cette première place au box-office durant son deuxième week-end d'exploitation, engrangeant 9,3 millions de dollars supplémentaires. Le troisième week-end voit l'arrivée du thriller de Joel Schumacher, Chute libre et ses 8,7 millions de dollars de recette. Les 7,6 millions d'Un jour sans fin le font descendre à la seconde place,. Le film de Ramis reste dans le top 10 des films les plus rentables pendant quatre autres semaines, totalisant 57,6 millions de dollars de recette. Il quitte le haut du classement pour le reste de son exploitation, à l'exception de deux brèves résurgences, la première durant le week-end prolongé de Pâques où il grimpe à la deuxième place et la seconde aux environs de la quinzième semaine d'exploitation durant laquelle il sort dans des salles à tickets au prix réduit, ce qui le fait remonter à la septième position,,.
Finalement, le film rapporte 70 906 973 $ aux États-Unis. Bien qu'il ne brise aucun record, il est considéré comme un succès, même modeste,,. Il arrive à la dixième place des films les plus rentables de 1993 derrière Sauvez Willy et ses 78 millions de dollars et Cliffhanger de Renny Harlin et ses 84 millions de dollars. En prenant en compte les films sortis en fin d'année 1993 mais ayant rapporté la majeure partie de leur recette en 1994, Un jour sans fin arrive en 14e position. Dans le monde, le film rapporte 90 921 898 $ de recettes et réalise un score modéré en France avec 521 101 entrées,. Selon le site IMDb, Un jour sans fin a rapporté 7 731 518 $ au Royaume-Uni, 66 296 $ en Autriche et 12 217 111 $ en Allemagne.

### Accueil critique et public

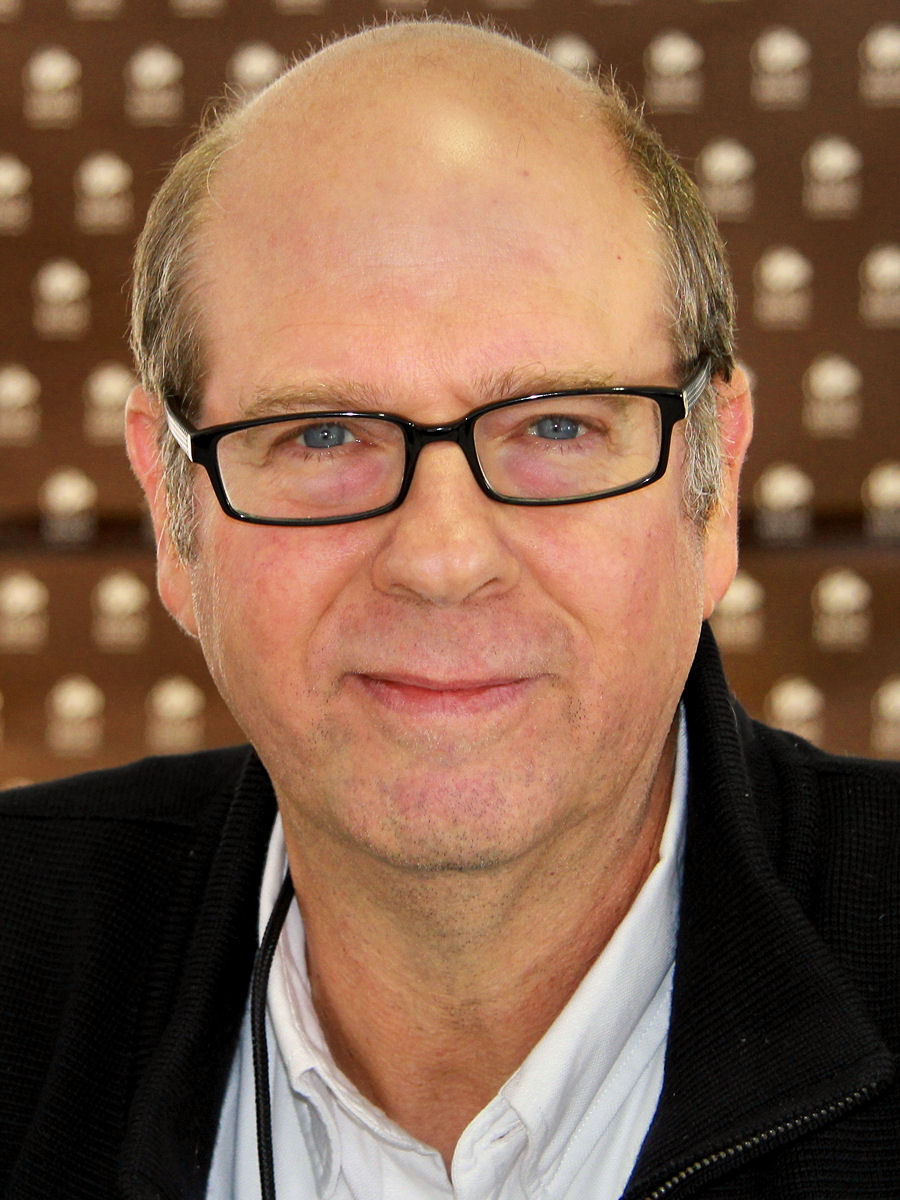
L'interprétation de Stephen Tobolowsky (ici en 2012) dans le rôle du vendeur d'assurances insupportable Ned Ryerson a été bien accueillie,.

Au moment de sa sortie, Un jour sans fin est généralement reçu favorablement par la critique. Un sondage de CinemaScore rapporte que les cinéphiles lui donnent une moyenne de B+ sur une échelle allant de A+ à F.
Les analystes notent un changement significatif par rapport aux précédentes œuvres de Murray et Ramis. Kenneth Turan du Los Angeles Times le trouve doux, attachant et à échelle humaine. Dans les pages du Washington Post, Hal Hinson le décrit comme la meilleure comédie américaine depuis Tootsie en 1982, dans laquelle joue également Murray. Il relève que Ramis connaît la rythmique comique et qu'il sait mettre en scène une intrigue intelligente sans prétention. Les critiques y voient un mélange entre La vie est belle de Frank Capra et la série de science-fiction et fantastique La Quatrième Dimension de Rod Serling,,. Roger Ebert le compare à un autre film de Murray, Fantômes en fête de Richard Donner, dans lequel le personnage égoïste devient altruiste en précisant que là où ce dernier offre un « mécontentement sinistre », Un jour sans fin offre de l'optimisme.
Les critiques s'accordent sur la présence d'une morale évidente mais s'opposent sur sa démonstration. Desson Thomson trouve le film tout d'abord intrigant mais pense qu'il se détériore au fil du temps en un conte moral typiquement hollywoodien. Pour Turan, le film débute comme une histoire hollywoodienne traditionnelle mais est assez sincère pour convertir finalement le public et possède une « innocence romantique » qui l'empêche de devenir conventionnel. Hinson explique que le cœur moral de l'intrigue n'est jamais présenté d'une façon qui insulte l'intelligence du spectateur ou qui lui demande de sacrifier son cynisme pour l'accepter. Il poursuit en expliquant que Phil évolue en une meilleure version de lui-même mais ne s'arrête jamais d'être un crétin. Selon Janet Maslin, le film trouve son équilibre entre sentimentalité et nihilisme. Duane Byrge du Hollywood Reporter apprécie le film pour sa valorisation des codes moraux des petites villes et leur effet positif sur Phil. Le New Statesman note qu'il fait appel à la fois au cynisme et à l'optimisme.
Certains critiques décrivent le ton comme inégal et le film mal rythmé, certaines scènes s'éternisant. Owen Gleiberman d'Entertainment Weekly le compare, en sa défaveur, à un autre film de voyage dans le temps, Retour vers le futur de Robert Zemeckis, qu'il trouve mieux structuré. Certaines scènes sont pour lui des sketchs comiques isolés au lieu d'être intégrées à la narration globale. Thomson désapprouve la répétition des scènes qui, selon lui, dessert le film, donnant l'impression qu'il ne progresse jamais, contrairement à Hinson qui trouve que les légères modifications des scènes font leur intérêt dans un scénario « complexe » et « brillamment imaginatif »,. Certains retours font état d'un humour souvent faible, suscitant quelques sourires plutôt qu'une hilarité franche quand Hinson le trouve « follement drôle »,,. Byrge écrit qu'Un jour sans fin offre tout un éventail de comédie et de satire, tempéré par l'histoire d'amour entre Phil et Rita. D'autres critiques soulignent la présence d'une intrigue plus profonde sous-jacente à la comédie, notamment Ebert qui explique qu'il s'agit d'une comédie à la surface, cachant une véritable réflexion, et Maslin qui déclare que sa première impression était celle d'un film léger, mais qu'il est devenu « étrangement touchant »,.
Murray ne reçoit que des louanges pour sa prestation,,,. Les critiques affirmant que celle-ci est essentielle pour que le film réussisse à rendre la transformation de Phil crédible,,. Gene Siskel affirme qu'aucun autre acteur ne serait parvenu à empêcher Un jour sans fin d'être un film « sirupeux ». Turan confirme en expliquant que le côté bourru et le comique naturel de Murray empêchent la sur-sentimentalité. Le journaliste apprécie également ce rôle plus attachant que les prestations antérieures de Murray, plus corrosives. Pour Hinson, Murray n'a jamais été aussi drôle et constitue un élément essentiel pour que le film ne sombre pas dans un optimisme qui paraîtrait malhonnête ou fabriqué. Il apprécie également que, même après sa rédemption, Phil garde son côté cynique. Gleiberman pense que c'est l'indifférence de Murray qui retient l'attention du public mais que, si l'acteur est assez talentueux pour incarner un personnage racheté, cela ne lui correspond pas. Ebert trouve Murray beaucoup plus drôle en antagoniste sarcastique qu'en protagoniste amical.
Andie MacDowell n'est pas en reste et nombreux sont ceux qui saluent sa prestation. Siskel dit qu'elle illumine l'écran à chaque apparition. Maslin la qualifie de « total ravissement », expliquant que sa prestation offre une présence comique et réconfortante. Hinson décrit l'alchimie à l'écran entre MacDowell et Murray comme étant « d'un autre monde » et qu'elle s'adapte parfaitement à la comédie. Stephen Tobolowsky reçoit également de bonnes critiques, étant décrit comme un « parasite » hilarant,.
En France, les critiques sont toutes aussi enthousiastes, soulignant à la fois son aspect comique et son esprit. Les Cahiers du cinéma, par le biais de Jacques Morice, expliquent que le film « marie finalement le rire à l'intelligence » quand Positif note qu'il « démontre que dans le cadre d'une production commerciale « grand public » peut se nicher une grisante autoréflexion sur le langage cinématographique ». Isabelle Danel de Télérama le rapproche du « conte philosophique » et Aurélien Ferenczi dans Les Échos dit que le film s'inscrit parfaitement dans le genre : « Miracle habituel des comédies américaines, Un jour sans fin, surprend, divertit, et puis, mine de rien, en dit long sur ce qui peut réunir un homme et une femme ». Le Monde regrette cependant un film « [virant], hélas, de la satire vacharde au conte de fées romantique et sucré ».

### Éditions vidéo et ressorties
Un jour sans fin sort sur support VHS début septembre 1993. Il débute à la onzième place des classements de location VHS et grimpe à la première place fin septembre, remplaçant Chute libre de Joel Schumacher,,. Il reste le film le plus emprunté jusque mi-octobre quand Aladdin de John Musker et Ron Clements et Nom de code : Nina de John Badham prennent respectivement les première et deuxième places,. Il est considéré comme la comédie la plus populaire sortie fin 1993. En 1997, on estime que le film a engrangé 32,5 millions de dollars en location.
La première version du film en DVD date de 1998. En 2002 est distribué un DVD Special Edition comprenant les bandes-annonces du film, un commentaire audio de Ramis et The Weight of Time, un making-of du film avec des interviews des acteurs et de la production,. Murray n'y participe pas. Une édition pour le quinzième anniversaire du film, restauré digitalement par Ramis pour l'occasion, sort en janvier 2008 et inclut les bonus de l'édition spéciale ainsi qu'une interview de Ramis, un court documentaire sur les marmottes et des scènes coupées,,,. Cette version ressort en Blu-ray en 2009, avec en supplément l'acteur Stephen Tobolowski qui, reprenant le rôle de Ned, donne quelques informations sur le film en surimpression.
En février 2018, pour célébrer son vingt-cinquième anniversaire, une version remasterisée 4K sort dans quelques salles. En avril de la même année, l'Academy of Motion Picture Arts and Sciences projette pour une soirée la version remasterisée au Samuel Goldwyn Theater à Beverly Hills en Californie. La version remasterisée sort également en Blu-ray, en Blu-ray Ultra HD et en version numérique, avec les mêmes suppléments que l'édition du quinzième anniversaire.

## Distinctions
En 1993, Un jour sans fin est nommé dans la catégorie du meilleur scénario aux New York Film Critics Circle Awards mais perd face à La Leçon de piano de Jane Campion. La même année, il obtient le prix de la meilleure comédie aux British Comedy Awards. Pour la première fois de l'histoire des Oscars, Columbia Pictures envoie à plus de 4 500 membres de l'Académie une boîte nominative contenant les cassettes de neuf de leurs films éligibles, parmi lesquels figure Un jour sans fin. Le coût de la campagne est estimé entre 400 000 et 650 000 $. Le film ne reçoit cependant aucune nomination lors de sa 66e cérémonie,,.
En 1994, le film remporte le British Academy Film Award du meilleur scénario original et Andie MacDowell le Saturn Award de la meilleure actrice,. Un jour sans fin est nommé dans cinq autres catégories aux Saturn Awards : celle du meilleur film fantastique perdue face à L'Étrange Noël de monsieur Jack d'Henry Selick, celle du meilleur acteur perdue face à Robert Downey Jr. dans Drôles de fantômes de Ron Underwood, celle de la meilleure réalisation et celle du meilleur scénario, toutes les deux perdues face à Jurassic Park de Steven Spielberg et celle des meilleurs costumes perdue face à Hocus Pocus : Les Trois Sorcières de Kenny Ortega. Aux American Comedy Awards, Murray et Elliott sont nommés respectivement dans les catégories de l'acteur le plus drôle et de l'acteur secondaire le plus drôle, remportées par Robin Williams pour Madame Doubtfire de Chris Columbus et par Charles Grodin pour Président d'un jour d'Ivan Reitman. Le film est également nommé au Prix Hugo de la meilleure présentation dramatique mais perd face à Jurassic Park.

## Postérité

### Conséquences

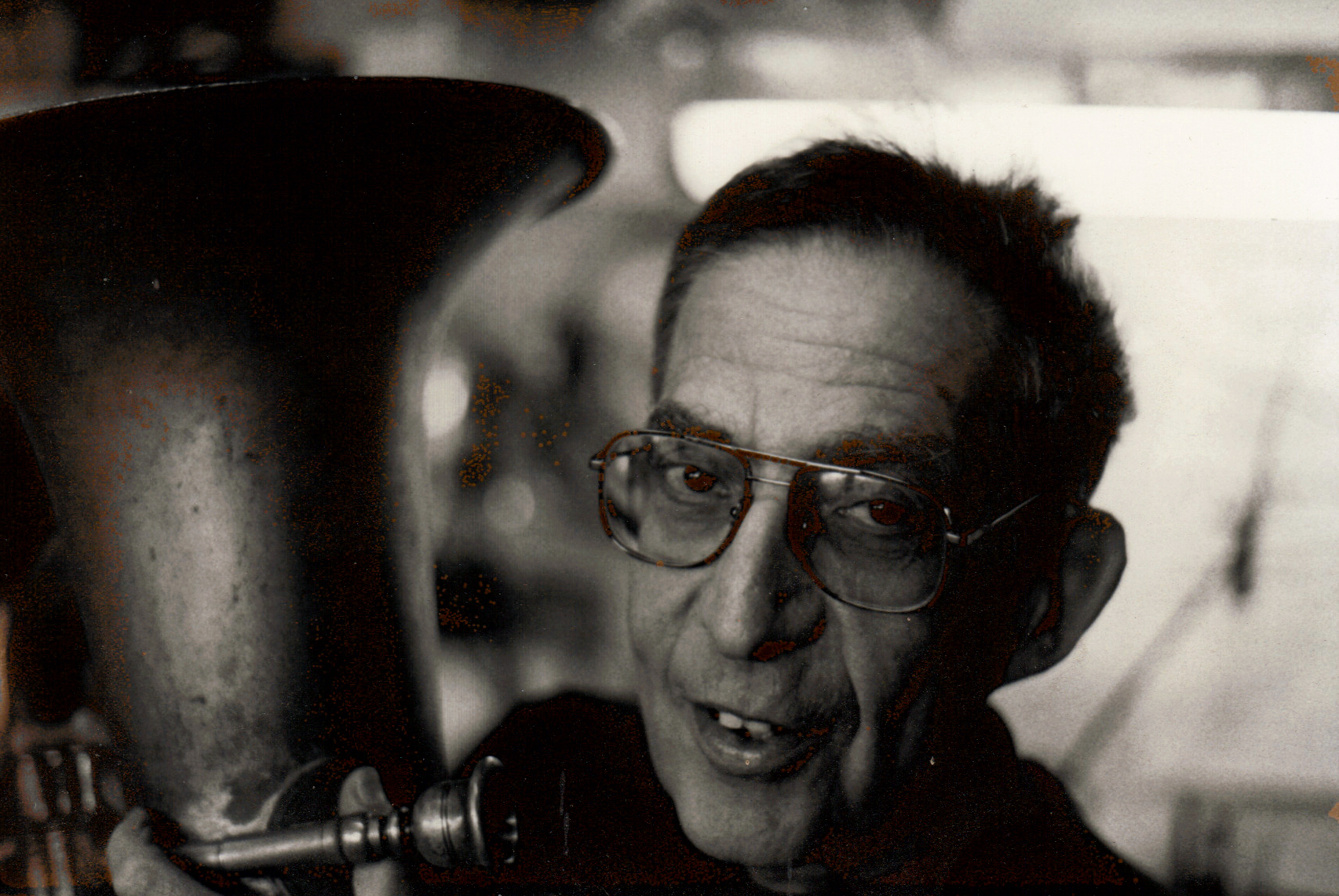
L'auteur Richard A. Lupoff a menacé de poursuivre en justice la production, estimant que sa nouvelle 12 heures 01 a été copiée.

Malgré son relatif succès, l'idée d'une suite est exclue dès novembre 1993. Un jour sans fin  est considéré comme l'un des films ayant permis à la Columbia d'inverser sa tendance à l'échec au box-office, aux côtés de Dracula de Francis Ford Coppola, de Des hommes d'honneur de Rob Reiner et d'Une équipe hors du commun de Penny Marshall, tous trois sortis en 1992. Peu après la sortie en salle, l'auteur Richard A. Lupoff menace d'intenter une action en justice, estimant que le film est un plagiat de sa nouvelle 12 heures 01 et son adaptation en court métrage sorti en 1990, où un homme est bloqué dans une boucle temporelle. L'affaire n'a jamais été officiellement déposée car la société de production du film, Chanticleer Films, refuse de soutenir une action en justice,. De même, Leon Arden tente également une action en justice, affirmant que le film est une copie de celui qu'il a présenté sans succès à Columbia Pictures à propos d'un homme qui revit éternellement le 15 avril. Le juge statue à l'encontre d'Arden.

#### Rapports entre Murray et Ramis
Dans un premier temps, Murray déteste la version finale d'Un jour sans fin. Dans une interview de 1993, il explique qu'il voulait se concentrer sur la comédie et sur la thématique sous-jacente de l'individu répétant éternellement sa vie par crainte du changement. Ramis préférait développer le pouvoir rédempteur de l'amour. Malgré tout, l'acteur reconnaît finalement approuver la direction prise par le réalisateur. Le film marque la fin d'une collaboration de plus de vingt ans entre les deux hommes et ayant donné, entre autres, des films tels que Le Golf en folie, Les Bleus ou encore SOS Fantômes. Après la fin du tournage, Murray arrête tout contact avec Ramis et refuse de parler de lui en interview. Ramis parle ouvertement de Murray, critiquant son comportement autant que partageant ses espoirs de réunion avec son ami,. Certaines de leurs proches connaissances, à l'instar du producteur Michael Shamberg, pensent que Murray était agacé que l'on pense que ses meilleures prestations sont dues à sa collaboration avec Ramis ou que celui-ci est responsable de son image publique,. Ramis déclare qu'il pouvait rendre Murray aussi drôle que possible, et en retour, les talents d'improvisation de Murray pouvaient sauver même les scripts les plus ternes.
Bill Murray considère qu'Un jour sans fin lui a donné l'occasion de dévoiler une autre de ses facettes. Il a l'impression que ses précédents films se focalisent trop sur l'humour sans donner de sous-textes plus profonds, ce qui le frustre même s'il avoue avoir trouvé un certain réconfort à rencontrer des personnes égayées par son travail. Pour Ramis, le virage entrepris par Murray dans des rôles plus dramatiques tels que celui de Lost in Translation de Sofia Coppola, en dit plus sur Murray que n'importe quoi d'autre, que l'acteur est fatigué d'être la personne énergique portant le film à bout de bras, et qu'il désire explorer son potentiel. Quelques années plus tard, Ramis tente de contacter Murray pour lui proposer un rôle dans sa comédie noire Faux Amis sortie en 2005. Brian Doyle-Murray, le frère de Bill et interprète du maire Buster Green dans Un jour sans fin, refuse en son nom. Lorsque le réalisateur demande davantage d'explications, Brian explique que Bill ne parle jamais de Ramis. À l'exception de quelques brefs échanges lors d'événements publics, les deux hommes ne s'adressent plus la parole pendant presque deux décennies. Ils ne se retrouvent qu'en 2014, quelques mois avant la mort de Ramis atteint d'une grave maladie. Rubin explique que Murray et son frère parlent désormais de Ramis avec beaucoup d'affection. Quant au film, Bill Murray avait changé d'avis quelque temps après sa sortie, l'estimant comme « probablement la meilleure œuvre que j'ai faite […] et probablement la meilleure œuvre qu'Harold [Ramis] ne fera jamais »,.

#### Impact sur les carrières de l'équipe
Le succès du film donne à Ramis une crédibilité certaine dans le genre de la comédie, lui ouvrant plus d'occasions artistiques notamment durant la fin des années 1990 avec Mes doubles, ma femme et moi également avec MacDowell, Mafia Blues et Endiablé,,.
Un jour sans fin a aussi permis à Murray de démontrer ses talents d'acteur, modifiant son image aux yeux du public et de la profession et faisant de lui un acteur au jeu plus ouvert et crédible dans des premiers rôles romantiques. Sa prestation est désormais reconnue comme le pivot de sa carrière qui l'amène à interpréter des rôles plus sérieux tels que dans les films Rushmore de Wes Anderson, Lost in Translation de Sofia Coppola, pour lequel il a été nommé aux Oscars et Moonrise Kingdom de Wes Anderson.
À l'inverse, malgré le succès du film, Rubin n'écrira que peu d'autres scénarios. S'il est très demandé, l'auteur refuse d'écrire des histoires traditionnelles hollywoodiennes, préférant en effet défier les attentes et les structures scénaristiques, ce que n'acceptent pas les studios, souhaitant simplement qu'il apporte une touche « rubinesque » à une intrigue conventionnelle. Finalement, les offres finissent par s'arrêter. Il continue à écrire des scénarios mais aucun n'aboutit. Rubin crée un blog en 2007, le mettant en scène dans des conversations fictives avec Phil Connors, depuis retiré pour vivre dans les montagnes près de Taos au Nouveau-Mexique. Il enseigne l'écriture de scénario durant de nombreuses années à l'université Harvard. En 2017, il avoue regretter que son plus gros succès reste Un jour sans fin.

### Avis critiques ultérieurs
Un jour sans fin est désormais considéré par de nombreux critiques et journalistes comme l'un des meilleurs films de tous les temps,,,. Sur le site Rotten Tomatoes, le film recueille 97 % de critiques positives, avec une note moyenne de 8,1⁄10 sur la base de quatre-vingt-six critiques collectées. Le consensus critique du site résume : « Intelligent, tendre et inventif, Un jour sans fin met en valeur le talent dramatique de Bill Murray tout en laissant une large place à l'humour ». Sur le site Metacritic, il obtient un score de 72 sur 100 sur la base de quinze critiques collectées.
En 2004, The New Yorker affirme qu'il s'agit du chef-d'œuvre de Ramis. En 2005, à l'occasion de sa série de livres The Great Movies, Roger Ebert revoit sa note à la hausse pour atteindre quatre étoiles sur quatre,. Dans cette critique mise à jour, Ebert avoue avoir sous-estimé le film et note que la prestation de Murray est essentielle dans la réussite de celui-ci,. La même année, Jonah Goldberg du National Review avance qu'il s'agit de l'un des meilleurs films des quarante dernières années, le classant aux côtés de La vie est belle de Frank Capra comme l'un des films américains les plus réjouissants et les plus intemporels. En 2009, le théoricien de la littérature Stanley Fish le mentionne dans sa liste des dix meilleurs films américains : « la comédie et la philosophie (comment devrait-on vivre ?) n'évoluent pas côte à côte mais s'entremêlent dans une unité incroyablement satisfaisante ». Le film figure dans l'ouvrage de référence 1 001 films à voir avant de mourir, qui précise : « Bill Murray livre peut être la meilleure et la plus chaleureuse prestation de sa carrière dans cette comédie de génie — sans doute la meilleure des années 1990. […] C'est une idée superbe (qui n'est jamais expliquée, ce qui la rend encore meilleure) […] Un jour sans fin est à la fois merveilleusement intelligent et hystériquement drôle. La comédie est rarement aussi parfaite ». The Guardian attribue son intemporalité à l'utilisation d'un arc narratif rédempteur classique à l'instar de celui d'Ebenezer Scrooge dans le conte de Charles Dickens, Un chant de Noël paru en 1843, et son refus d'expliquer pourquoi la boucle a lieu l'éloigne du schéma du film grand public typique.
En 2000, l'American Film Institute (AFI) classe Un jour sans fin à la trente-quatrième place de sa liste intitulée 100 Years… 100 Laughs qui recense les meilleures comédies de l'histoire. En 2005, son scénario arrive à la vingt-septième place de la liste des 101 meilleurs scénarios des 75 années précédentes établie par la Writers Guild of America (WGA),. En 2008, dans un sondage réalisé auprès de 1 500 professionnels du cinéma, Un jour sans fin est nommé huitième meilleur film fantastique de tous les temps,. La même année, le magazine Empire le classe à la deux-cent-cinquante-neuvième position de sa liste des 500 meilleurs films de tous les temps. En 2014, un sondage du Hollywood Reporter auprès de 2 120 professionnels du divertissement le nomme soixante-troisième meilleur film de tous les temps. En 2015, le scénario se hisse à la troisième place de la liste des 101 scénarios les plus drôles de la WGA, juste derrière Certains l'aiment chaud de Billy Wilder et Annie Hall de Woody Allen,. En 2017, la BBC sonde 253 critiques (118 femmes et 135 hommes) de cinquante-deux pays différents pour élire le film le plus drôle de tous les temps. Un jour sans fin arrive à la quatrième position, derrière Annie Hall, Docteur Folamour de Stanley Kubrick et Certains l'aiment chaud.
Plusieurs publications l'ont classé parmi les plus grandes comédies de tous les temps dont la première position pour Empire, la cinquième pour Time Out, la dixième pour Rotten Tomatoes, la onzième pour IGN, la dix-huitième pour Paste, la vingt-troisième pour The Daily Telegraph, et sans classement pour Film School Rejects et Vogue,. Rotten Tomatoes le positionne également à la quatre-vingt-sixième place de ses 200 films essentiels à regarder. De la même façon, il est considéré comme l'un des meilleurs films des années 1990, il obtient notamment la quatrième position pour Indiewire, la cinquième pour Slate, la onzième pour Rolling Stone, douzième pour ShortList, quinzième pour The A.V. Club, vingt-huitième pour Rotten Tomatoes, quarante-et-unième pour Slant Magazine, cinquante-cinquième pour le British Film Institute et sans classement pour Time Out.

### Un film culte
Un jour sans fin est considéré comme l'une des meilleures comédies ayant été réalisées, un classique du cinéma et une pierre angulaire de la pop culture,,. En 2020, le magazine Paste dit qu'il possède « un statut dans la pop culture permanent et mythique, réservé à peu de films ».

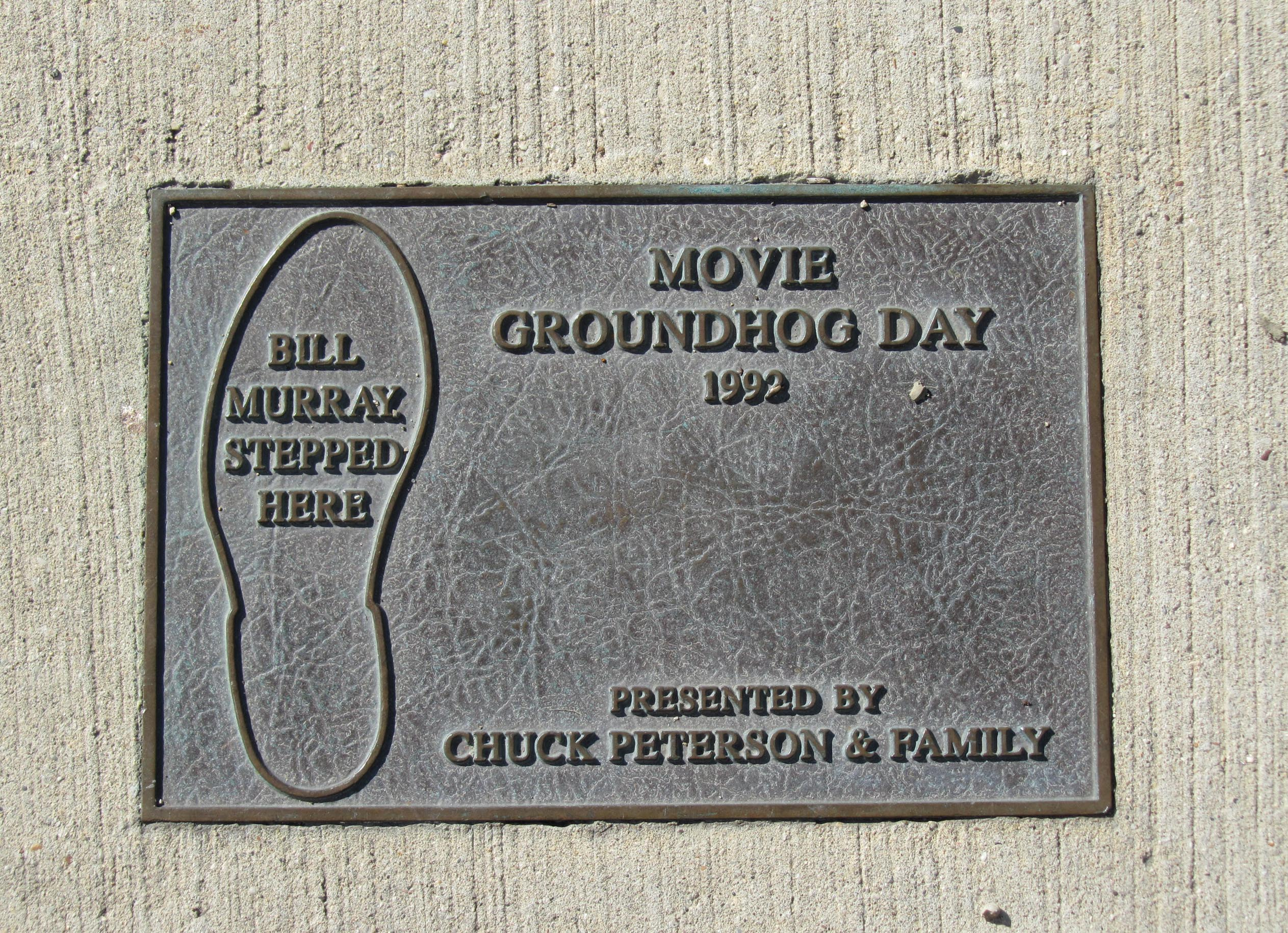
Une plaque commémorant à Woodstock le nid-de-poule dans lequel le personnage de Bill Murray marche dans Un jour sans fin.

L'impact du film sur les villes de Woodstock et Punxsutawney a été durable et significatif. Depuis la sortie du film, Woodstock a créé son propre festival du jour de la marmotte. Elle a adopté une marmotte nommée Woodstock Willie, projette le film sur grand écran et organise des visites guidées des lieux de tournage,. La ville attire environ 1 000 touristes pour l'événement auquel ont déjà participé Albert, Rubin et Tobolowski. Punxsutawney, qui n'attirait que quelques centaines de visiteurs pour son festival, en attire désormais plusieurs dizaines de milliers. L'année suivant la sortie du film, plus de 35 000 personnes y assistent au jour de la marmotte,. Les habitants apprécient l'impact du film sur la ville mais assurent qu'ils préfèrent se concentrer sur Punxsutawney Phil et le festival. À Woodstock, des plaques sont positionnées dans les lieux clés utilisés dans le film, commémorant des scènes telles que la rencontre entre Phil et Ned, le nid-de-poule dans lequel Phil trébuche, ou encore le pavillon où dansent Phil et Rita,.
En 2016, Rubin continuait à recevoir du courrier de fans, de philosophes et de leaders religieux, allant de simples lettres à des sermons et des dissertations. Il a discuté avec des psychiatres qui recommandent le film à leurs patients et à des toxicomanes qui lui ont expliqué que le film les a aidés à se rendre compte à quel point ils étaient eux-mêmes piégés dans un cycle répétitif,. Le politologue Charles Murray conseille à ses lecteurs vingtenaires, « pour rester dans le droit chemin », de voir « périodiquement » le film Un jour sans fin, qu'il considère comme « une fable morale profonde qui traite des questions les plus fondamentales de la vertu et du bonheur ». Bien comprendre le film « vous aidera à vivre une vie bonne ». En 2018, Tobolowski affirme « je pense que [la] prestation [de Murray] sera considérée comme l'une des plus grandes prestations comiques de tous les temps… Il est capable d'être à la fois antagoniste et protagoniste en même temps et dans le même film. Il est tout ce qui est horrible et tout ce qui est merveilleux… Je pense que cela restera comme ainsi tant que des films seront réalisés ».

### Impact culturel

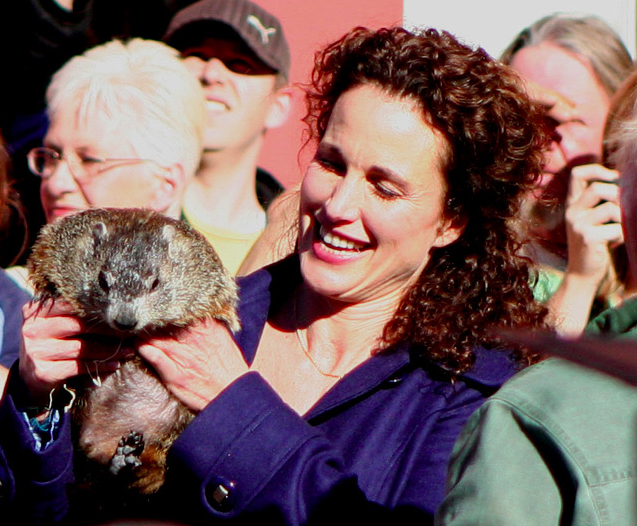
Andie MacDowell avec une marmotte lors du Jour de la marmotte de 2008.

En 1993, William Goldman dit : « Je pense que, parmi tous les films sortis cette année, Un jour sans fin sera celui dont on se souviendra dans dix ans ». La même année, Desson Thompson est d'avis que le film « ne sera jamais considéré comme un trésor cinématographique national par la Bibliothèque du Congrès ». En 2006, le film est sélectionné pour préservation par le National Film Registry de la bibliothèque du Congrès des États-Unis en raison de son intérêt « culturel, historique ou esthétique ».
Plusieurs cinéastes ont déclaré leur admiration pour Un jour sans fin ou l'ont cité comme influence dans leur œuvre, dont David O. Russell, Terry Jones ou encore Jay Roach, qui dit qu'il s'agit du film qui « l'a changé »,. Gillian Wearing dit que c'est l'un de ses films préférés, soulignant sa structure originale et son message philosophique intelligent. Le succès du film a aidé à légitimer l'utilisation du fantastique dans les comédies grand public, posant les fondations pour de futures comédies fantastiques telles que Menteur, menteur de Tom Shadyac, The Truman Show de Peter Weir ou Click : Télécommandez votre vie de Frank Coraci.

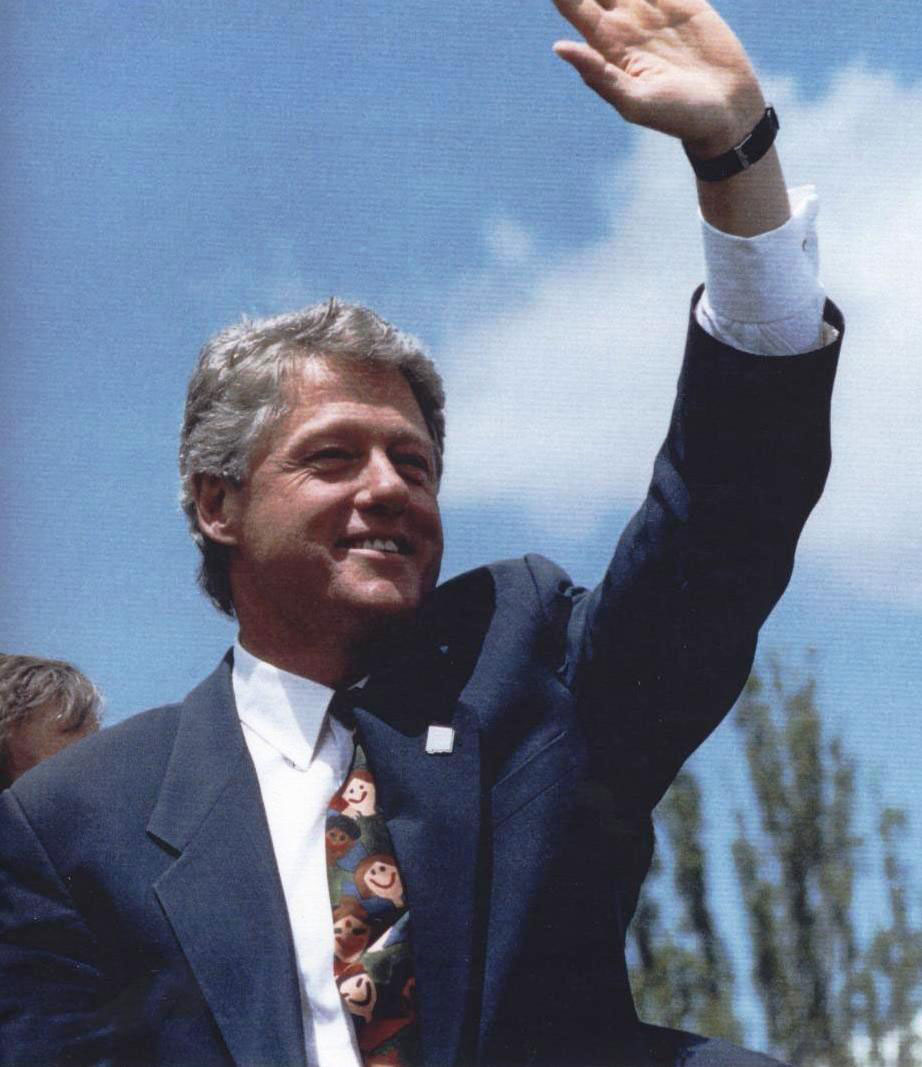
En 1996, Bill Clinton fait référence au film pour décrire le quotidien des troupes stationnées en Bosnie-Herzégovine.

Aux États-Unis et, dans une moindre mesure, dans d'autres pays anglophones, l'expression « Groundhog Day » est entrée dans le langage courant comme une référence à une situation désagréable et monotone qui se répète sans cesse,. Son entrée dans les dictionnaires correspond à deux définitions : les festivités en elles-mêmes et « une situation dans laquelle les événements sont ou semblent se répéter continuellement »,,. Son utilisation est telle qu'elle est désormais vue comme un cliché, notamment dans le journalisme. Elle a été invoquée (parfois à tort) par des chanteurs, des sportifs, des comédiens, des acteurs, des hommes politiques, des archevêques et d'anciens détenus du camp de Guantánamo,,,. En 1996, le président des États-Unis Bill Clinton fait référence au film dans un discours aux troupes stationnées en Bosnie-Herzégovine. Le terme est également utilisé durant la pandémie de Covid-19 de 2020 pour décrire la monotonie de la quarantaine et de l'isolation associées aux tentatives pour endiguer la propagation du virus,.
Les origines du concept narratif d'un individu piégé dans un segment temporel répétitif remontent à 1904 et le procédé a toujours eu une certaine popularité, en particulier en science-fiction, mais Un jour sans fin est responsable de sa démocratisation auprès du grand public,,,,. Les boucles temporelles ont été depuis utilisées à de nombreuses reprises au cinéma comme dans, entre autres, Source Code de Duncan Jones, Edge of Tomorrow de Doug Liman, Happy Birthdead de Christopher Landon, ou encore Palm Springs de Max Barbakow,, mais aussi à la télévision dans les séries Poupée russe de Natasha Lyonne, Leslye Headland et Amy Poehler, Buffy contre les vampires de Joss Whedon, Angel de Whedon et David Greenwalt et X-Files de Chris Carter,, ou encore dans des jeux vidéo comme The Legend of Zelda: Majora's Mask, Outer Wilds et Deathloop,. L'influence d'Un jour sans fin est telle que le site TV Tropes se réfère à cet arc narratif sous l'appellation « Groundhog Day Loop » (boucle d'Un jour sans fin). Rubin explique qu'avec son scénario, il est « tombé sur une histoire avec tous les ingrédients d'un classique, si simple et si sincère qu'elle peut être reprise de façons totalement différentes par de nombreux conteurs différents ». On y fait référence dans des médias aussi divers que le roman À propos d'un gamin de Nick Hornby, sorti en 1998, le clip musical de 2000, 7 Days de Craig David ou encore l'audio drame Flip-Flop issu de l'univers de Doctor Who, sorti en 2003, où les habitants de la planète Puxatornee sont bloqués dans une boucle temporelle.
Le 2 février 2016, des fans de Liverpool en Angleterre se réunissent pour regarder le film en boucle pendant 24 heures. Tous les 2 février depuis 2016 (à l'exception de 2017), la chaîne de télévision britannique Sky Cinema Disney diffuse le film en boucle pendant 24 heures,,. En 2018, le Museum of Modern Art (MoMA) de New York commence une série de projections de films choisis via un sondage auprès de trente-cinq universitaires en littérature et religion avec celle d'Un jour sans fin. Un conflit oppose les chercheurs, trop nombreux à vouloir écrire sur le film pour sa présentation.

### Adaptations
L'idée d'une suite directe est abandonnée peu de temps après la sortie du film en 1993. Un remake italien réalisé par Giulio Manfredonia sort en 2004 sous le titre È già ieri, littéralement « C'est déjà hier ». Rubin y est crédité pour l'histoire,. En 2018, MacDowell réfute elle aussi la probabilité d'une suite déclarant : « je connais [Murray]. Il ne le fera pas ». Cependant, Murray, Tobolowski et Doyle-Murray reprennent leur rôle dans une publicité pour la Jeep Gladiator, diffusée lors du Super Bowl LIV le 2 février 2020. Filmée à Woodstock, la publicité recrée certaines scènes du film et met en scène Murray piégé une nouvelle fois dans une boucle temporelle. Au volant de sa Jeep Gladiator, il explore Punxsutawney aux côtés de Phil la marmotte,. Murray affirme qu'il s'agit de sa première et dernière publicité. En avril 2020, Jeep, avec le soutien créatif de Murray, sort une version modifiée de la publicité pour promouvoir les mesures de distanciation physique durant la pandémie de Covid-19,.
Les années suivant la sortie du film, Rubin travaille sur l'adaptation musicale d'Un jour sans fin, en partie par ennui et en partie parce qu'une comédie musicale n'est pas couverte par les droits qu'il a signés avec Columbia,. En 2003, Stephen Sondheim dit s'intéresser au projet mais sa version n'aboutira jamais. En 2012, quand Matthew Warchus et Tim Minchin entrent en contact avec Rubin, celui-ci a déjà développé une intrigue, des gags et une liste de douze chansons mais il est incapable de finaliser le projet sans compositeur,. Après le succès de Matilda the Musical, Warchus et Minchin travaillent durant plusieurs années en collaboration avec Rubin pour produire la comédie musicale Groundhog Day. La première a lieu en août 2016 au théâtre Old Vic à Londres et la pièce est accueillie plutôt chaleureusement par la presse,. Elle fait ses premiers pas à Broadway en avril 2017 et est nommée dans plusieurs catégories aux Laurence Olivier Awards, récompensée dans celle du meilleur acteur pour Andy Karl dans le rôle de Phil et celle de la meilleure nouvelle comédie musicale,. En 2017, Murray, Rubin et Doyle-Murray assistent à une représentation à Broadway.
Développé par Tequila Works, Groundhog Day: Like Father Like Son, suite vidéoludique du film, voit le jour en septembre 2019 sur PlayStation VR, Oculus Rift et HTC Vive. Le joueur y incarne un Phil Connors Jr. qui a grandi dans l'ombre de son populaire père. Phil Jr. se retrouve piégé dans sa propre boucle temporelle à Punxsutawney et est obligé d'aider les autres et de s'améliorer pour regagner sa liberté,,. Le jeu reçoit des critiques mitigées.

## Analyse

### Durée de la boucle temporelle
La durée réelle de l'emprisonnement de Phil dans sa boucle temporelle est l'objet de nombreux débats,. Ramis donne à plusieurs reprises, dont dans les bonus du DVD, une estimation d'environ dix ans. Cependant, lorsqu'un blogueur estime la boucle à neuf ans, Ramis contredit cette version mais également la sienne. Considérant qu'il faut au moins dix ans pour être doué dans une unique activité comme apprendre le français, la sculpture sur glace ou le piano et en ajoutant « les temps morts et les années malavisées qu'il a passées, cela serait plus trente ou quarante ans ». Une estimation similaire suggère qu'il faut au moins 10 000 heures d'étude, soit environ une année, pour être un expert dans un domaine, et compte tenu du nombre de boucles mises en scène ou mentionnées à l'écran et celui des heures qu'il pourrait passer à étudier par jour, Phil passe environ 12 400 jours, ou presque trente-quatre ans enfermé,. Dans le scénario original de Rubin, Phil estime lui-même qu'il reste piégé pendant soixante-dix ou quatre-vingts ans, utilisant les livres qu'il lit pour suivre le passage du temps.
Né dans une famille juive, Ramis adopte un mode de vie bouddhique au contact de sa seconde femme, embrassant certains de ses préceptes,,. Il explique que, selon la doctrine bouddhiste, il faut approximativement 10 000 ans pour qu'une âme évolue au stade supérieur. En 2005, Rubin décrit « c'est devenu étrangement politique parce que si vous demandez au studio combien de temps dure la répétition, ils diront "deux semaines". Mais pour moi, le but du film est de vous faire endurer quelque chose qui a lieu pendant très longtemps. […] Pour moi, ça devait être… Je sais pas. Une centaine d'années. Toute une vie ». Dans son livre Groundhog Day, Ryan Gilbey, également journaliste à The Guardian, pense que le flou entretenu autour de la durée de la boucle est l'un des éléments les plus remarquables du film. Comme il n'y a aucune justification de la raison pour laquelle Phil est piégé dans la boucle, celle-ci dure juste assez longtemps pour que Phil puisse devenir un meilleur individu.

### Analyse thématique

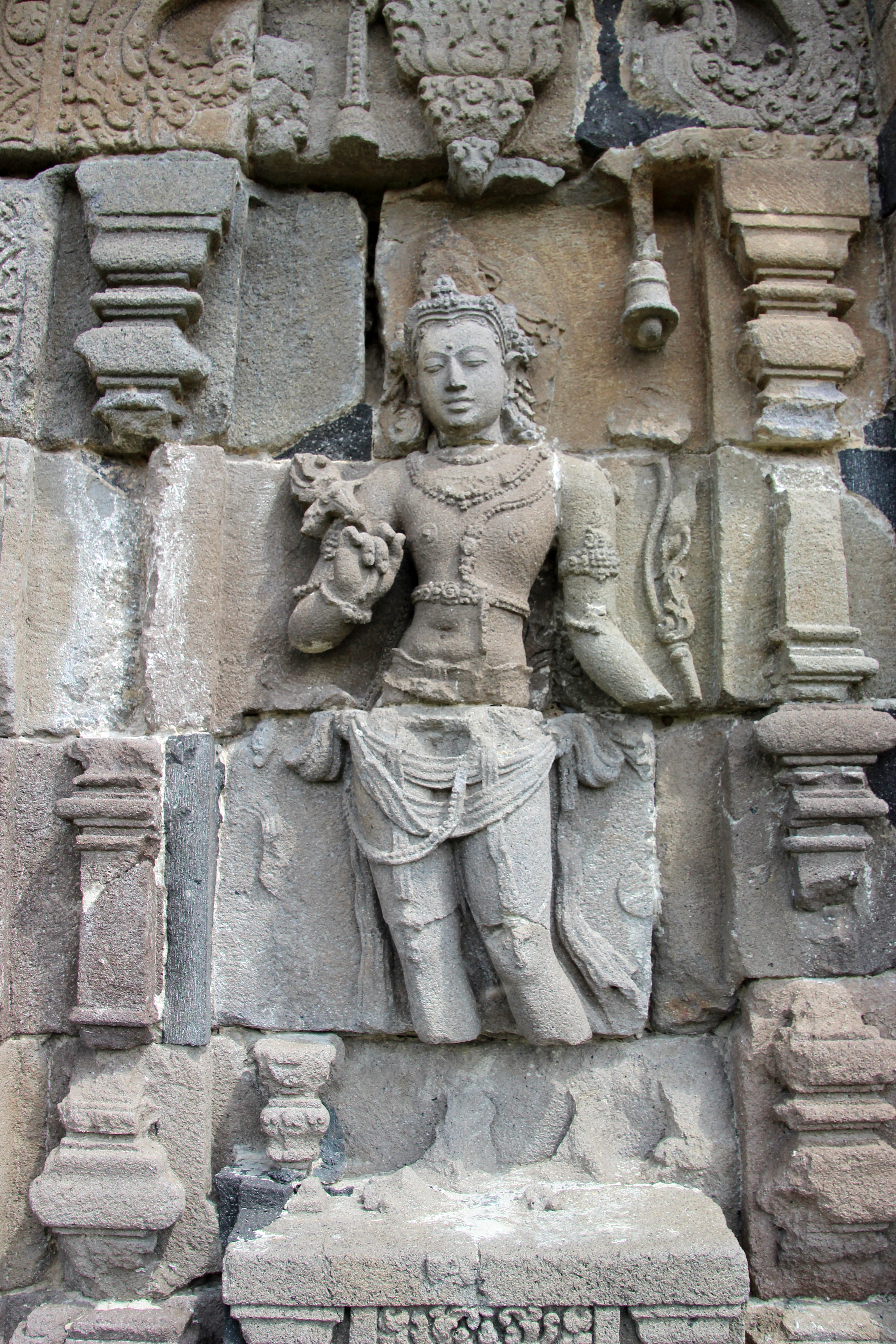
Le bas-relief d'un Bodhisattva daté du IXe siècle. Le personnage de Phil est comparé à un Bodhisattva, c'est-à-dire quelqu'un qui aide les autres à atteindre le nirvana.

Le film a de nombreuses interprétations selon différents groupes,. Rubin explique qu'il n'avait pas l'intention d'écrire le film comme une analogie religieuse mais plutôt de raconter une histoire sur certaines périodes de la vie où une personne se sent coincée dans un cycle ; peu importe son envie d'en échapper. Pour le scénariste, il ne s'agit pas « seulement d'un homme répétant la même journée mais d'une histoire sur comment vivre. Quelle vie n'est pas une série de jours ? Qui ne se sent pas coincé de temps à autre ? ». Dans la scène de la ruelle du bowling, Phil demande à deux habitants de Punxsutawney s'ils comprennent ce que c'est d'être coincé dans un endroit où rien de ce qu'ils font n'importe. Il fait référence à sa propre situation mais les deux hommes, bien que non touchés par une quelconque boucle temporelle, affirment comprendre exactement ce qu'il insinue.
Si Ramis et Rubin ont discuté de plusieurs des aspects philosophiques et spirituels du film, ils n'ont « jamais voulu qu'il soit autre chose qu'une bonne histoire, divertissante et sincère ». Murray voit dans le scénario original l'interprétation du fait que les gens répètent la même journée encore et encore par peur du changement. Rubin ajoute qu'au commencement de la boucle, c'est le pire jour de la vie de Phil. En étant forcé de changer qui il est, d'embrasser le monde environnant et chaque moment de sa journée, cela devient le plus beau jour de sa vie : le jour où il tombe amoureux. Dans une interview de 2017, Murray explique qu'il pense qu'Un jour sans fin résonne encore aujourd'hui parce que c'est « l'idée que l'on doit juste essayer une nouvelle fois… C'est une idée tellement belle, tellement puissante ».
Au fil des années, Rubin est contacté par différents experts soumettant leurs propres interprétations. Certains y voient une allégorie chrétienne où Phil la marmotte représenterait Jésus-Christ, d'autres une représentation du concept nietzschéen de l'éternel retour, l'esprit du Judaïsme, l'essence de l'homéopathie ou encore l'adaptation du mythe de Sisyphe, condamné lui aussi à une éternelle et journalière punition,,,. Ramis lui-même s'est dit fasciné par le script originel de Rubin et son concept de réincarnation. La date du jour de la marmotte a ses implications : elle est située entre la fin de l'hiver, période marquée par la satire et la fin des choses dans le film, et le printemps, représenté par la comédie et connecté avec les thématiques du renouveau et de la rédemption.
Les dirigeants bouddhistes saluent la représentation des idéologies de régénération. Phil peut être vu comme un bodhisattva, quelqu'un qui a atteint le nirvana et qui revient sur Terre pour aider les autres à faire de même. Dans la foi juive, l'évasion ou la récompense de Phil peuvent être considérées comme un retour sur Terre pour accomplir des actes moraux ou des mitzvot, les préceptes et commandements de Dieu. Du point de vue chrétien, son périple peut être interprété comme une forme de résurrection ou un moyen de sécuriser une place au Paradis. Pour la philosophie du Falun Gong, le film serait un message selon lequel le soi spirituel ne peut évoluer tant qu'il n'a pas appris de ses erreurs passées,,. Dans le catholicisme, la situation de Phil peut être une forme de purgatoire, dont il s'échappe uniquement en embrassant une forme d'altruisme. Andie Macdowell confirme : « Ne serait-ce pas génial si nous avions ce genre d'expérience et si nous en tirions une leçon ? On traverse la vie et on n'en est pas toujours conscient… Quelle que soit la religion que vous désirez adopter, c'est finalement la raison pour laquelle nous sommes ici ». Un jour sans fin peut également être interprété comme un conte laïque dans lequel Phil vit une crise existentielle où les indulgences primitives ne sont plus satisfaisantes, le faisant tomber dans une dépression dont il s'échappe en reprenant possession de sa propre progression. Il utilise alors la meilleure version de lui-même pour aider les autres.
À l'origine, Phil se compare à un dieu, déclarant qu'en tant que météorologiste, il crée la météo. Après plusieurs boucles, il vient à penser qu'il est un dieu pour qui l'omnipotence provient uniquement du fait d'avoir tout vécu pendant si longtemps et donc tout connaître. À l'aide de ses connaissances, il est capable de manipuler les événements en sa faveur. La répétition permet à Phil d'échapper à son propre isolement narcissique. Ne désirant pas changer, les moyens de le faire lui sont imposés. Sa situation, le rejet constant de la part de Rita et de son idée de l'amour dépriment Phil qui se suicide à plusieurs reprises. Au bout du compte, il suggère qu'il s'est ôté la vie suffisamment de fois pour ne plus exister. C'est à ce moment-là, d'après Ramis, que Phil devient prêt à changer,.
C'est seulement lorsque Phil arrête d'utiliser les boucles pour satisfaire ses propres désirs mais plutôt pour aider les autres par altruisme, qu'il est libéré. En échouant sans cesse à sauver le vieux sans-abri, Phil est forcé d'accepter le fait qu'il n'est pas un dieu. De la même façon, malgré les renseignements récoltés à son sujet et malgré ses talents acquis grâce aux boucles, Phil est incapable d'impressionner Rita, du moins pas assez pour mériter son amour. Il l'obtient uniquement lorsqu'il arrête d'essayer, lorsqu'il témoigne d'une honnête volonté d'aider son prochain sans simulacre ou intérêt personnel, sachant que la journée se renouvellera et que tout ce qu'il a fait aura été vain. C'est seulement à ce moment-là que Rita lui retourne son affection,,. Les aspects de Rita que Phil tournait en dérision au début du film sont devenus des qualités que lui-même admire et respecte, et, en retour, Phil reçoit l'amour de Rita, non pas parce qu'il le désire, mais parce qu'il est véritablement devenu le type de personne que Rita pourrait aimer. C'est le pouvoir rédempteur de l'amour sur lequel Ramis voulait s'attarder,. Pour le réalisateur, le sujet d'Un jour sans fin est d'avoir la force et le savoir pour changer les choses lorsque l'on est confronté au risque de répéter les mêmes erreurs.
Le journaliste Richard Brookhiser affirme que c'est parce Phil apprécie pleinement chaque facette de sa journée qu'il est récompensé par la perte de cette journée et précise : « Aimer la vie, c'est aussi aimer le fait qu'elle s'en aille ». Le professeur en psychologie John Seamon analyse que, là où les autres films utilisent la mémoire comme un moyen de réflexion ou une échappatoire, Phil vit de fait à travers ses souvenirs, les répétant indéfiniment : il n'a aucun espoir dans le futur parce que tout va se réinitialiser. En se souvenant et en appréciant de nouveaux détails, Phil est capable de grandir en tant qu'individu et devient l'agent de son propre changement. Rubin explique que Phil ne reviendra plus jamais à ses anciennes manies après cette expérience mais peut être déçu qu'aucun jour ne soit à la hauteur de cette version finale et parfaite du 2 février après lequel il perd en définitive ses superpouvoirs.
Le comportement de Phil Connors vis-à-vis de Rita Hanson peut être vu comme un cas de harcèlement sexuel au travail, puisque le présentateur météo utilise ses connaissances, qu'il est le seul à accumuler grâce à la boucle temporelle, pour manipuler impunément sa productrice et dormir finalement avec elle malgré les rejets répétés de cette dernière.